# United Soccer League 2017
Navigation
Édition précédente Édition suivante
La United Soccer League 2017 est la 7e saison de la United Soccer League, le championnat professionnel de soccer d'Amérique du Nord de deuxième division. Elle est composée de trente équipes (27 des États-Unis et 3 du Canada).

## Contexte
Le 1er septembre 2017, la ligue annonce que le calendrier comprendra 32 rencontres pour chaque équipe.
Après la saison 2016, deux équipes quittent la ligue. D'un côté, le FC Montréal cesse ses activités et son équipe-mère, l'Impact de Montréal, décide de s'affilier à la franchise du Fury d'Ottawa, nouvellement arrivante tandis que les Hammerheads de Wilmington se relèguent eux-mêmes en Premier Development League le 29 septembre 2016 après des rumeurs persistantes de hiatus pour la saison 2017.
Le 16 septembre 2015, La ligue annonce une nouvelle franchise basée à Reno, dans l'État du Nevada, le Reno 1868 FC. Puis, deux franchises importantes de la North American Soccer League (le Fury d'Ottawa et les Rowdies de Tampa Bay) annoncent leur départ de la NASL le 25 octobre 2016 afin de rejoindre la USL.
En préparation de la saison 2017, l'Arizona United SC deviennent le Rising de Phoenix le 28 novembre 2016, et les Blues d'Orange County deviennent le Orange County SC le 20 janvier 2017.
Le Reno 1868 intègre la conférence Ouest, tandis que le Saint Louis FC quittent cette conférence pour intégrer la conférence Est. Et le Fury d'Ottawa et les Rowdies de Tampa Bay intègrent la conférence Est.

## Les trente franchises participantes

### Carte
| Battery Independence Fury Kickers Harrisburg Galaxy II Red Bulls II Orange County Rising Riverhounds Rhinos Energy Republic Sounders 2 Timbers 2 Toronto II Roughnecks Switchbacks Louisville Monarchs Reno St. Louis Whitecaps 2 Steel Cincinnati Swope Park Orlando B Rio Grande Valley San Antonio Rowdies |

| - Conférence Ouest - Switchbacks de Colorado Springs - Galaxy II de Los Angeles - Energy d'Oklahoma City - Orange County SC - Rising de Phoenix - Timbers 2 de Portland - Real Monarchs - Reno 1868 (N) - Rio Grande Valley FC - Republic de Sacramento - San Antonio FC - Sounders 2 de Seattle - Rangers de Swope Park - Roughnecks de Tulsa - Whitecaps 2 de Vancouver | - Conférence Est - Steel de Bethlehem - Independence de Charlotte - FC Cincinnati - Battery de Charleston - City Islanders de Harrisburg - Louisville City FC - Fury d'Ottawa (N) - Red Bulls II de New York - Orlando City B - Riverhounds de Pittsburgh - Kickers de Richmond - Rhinos de Rochester - Saint Louis FC - Rowdies de Tampa Bay (N) - Toronto FC II |

### Entraîneurs et stades
| Équipe                          | Entraîneur        | Stade                          | Capacité | Franchise MLS affiliée ou partenaire |
| ------------------------------- | ----------------- | ------------------------------ | -------- | ------------------------------------ |
| Steel de Bethlehem              | Brendan Burke     | Goodman Stadium                | 16 000   | Union de Philadelphie                |
| Battery de Charleston           | Michael Anhaeuser | MUSC Health Stadium            | 5 100    | Atlanta United                       |
| Independence de Charlotte       | Mike Jeffries     | Sportsplex                     | 2 300    | Rapids du Colorado                   |
| Switchbacks de Colorado Springs | Steve Trittschuh  | Weidner Field                  | 5 000    |                                      |
| FC Cincinnati                   | Alan Koch         | Nippert Stadium                | 36 061   |                                      |
| City Islanders de Harrisburg    | Biller Becher     | FNB Field                      | 6 187    |                                      |
| Galaxy II de Los Angeles        | Mike Muñoz        | StubHub Center – Track Stadium | 2 000    | Galaxy de Los Angeles                |
| Louisville City FC              | James O'Connor    | Louisville Slugger Field       | 8 000    |                                      |
| Red Bulls II de New York        | John Wolyniec     | MSU Soccer Park                | 3 000    | Red Bulls de New York                |
| Energy d'Oklahoma City          | Jimmy Nielsen     | Taft Stadium                   | 7 500    | FC Dallas                            |
| Orange County SC                | Logan Pause       | Champion Stadium               | 5 000    | Los Angeles FC                       |
| Orlando City B                  | Anthony Pulis     | Orlando City Stadium           | 3 500    | Orlando City SC                      |
| Fury d'Ottawa                   | Julián de Guzmán  | TD Place Stadium               | 24 000   | Impact de Montréal                   |
| Rising de Phoenix               | Patrice Carteron  | Rising Soccer Complex          | 6 200    |                                      |
| Riverhounds de Pittsburgh       | Dave Brandt       | Highmark Stadium               | 3 500    | Crew SC de Columbus                  |
| Timbers 2 de Portland           | Andrew Gregor     | Providence Park                | 21 144   | Timbers de Portland                  |
| Real Monarchs                   | Mark Briggs       | Rio Tinto Stadium              | 20 213   | Real Salt Lake                       |
| Reno 1868                       | Ian Russell       | Greater Nevada Field           | 9 013    | Earthquakes de San José              |
| Kickers de Richmond             | Leigh Cowlishaw   | City Stadium                   | 22 611   | D.C. United                          |
| Rio Grande Valley FC            | Junior Gonzalez   | H-E-B Park                     | 9 400    | Dynamo de Houston                    |
| Rhinos de Rochester             | Bob Lilley        | Capelli Sport Stadium          | 13 768   |                                      |
| Saint Louis FC                  | Preki             | Toyota Stadium                 | 5 500    |                                      |
| Republic de Sacramento          | Paul Buckle       | Papa Murphy's Park             | 11 442   |                                      |
| San Antonio FC                  | Darren Powell     | Toyota Field                   | 8 300    | New York City FC                     |
| Sounders 2 de Seattle           | Ezra Hendrickson  | Starfire Sports                | 4 500    | Sounders FC de Seattle               |
| Rangers de Swope Park           | Nikola Popovic    | Children's Mercy Victory Field | 3 500    | Sporting de Kansas City              |
| Rowdies de Tampa Bay            | Stuart Campbell   | Al Lang Stadium                | 7 227    |                                      |
| Toronto FC II                   | Jason Bent        | Ontario Soccer Centre          | 2 000    | Toronto FC                           |
| Roughnecks de Tulsa             | David Vaudreuil   | ONEOK Field                    | 7 833    | Fire de Chicago                      |
| Whitecaps 2 de Vancouver        | Rich Fagan        | Thunderbird Stadium            | 3 500    | Whitecaps de Vancouver               |

- Partenariat
- Équipe réserve

### Changements d'entraîneurs
| Équipe            | Entraîneur sortant     | Motif               | Date de départ | Entraîneur entrant         | Date d'arrivée |
| ----------------- | ---------------------- | ------------------- | -------------- | -------------------------- | -------------- |
| Real Monarchs     | Mike Petke             | Promu en interne    | 29 mars 2017   | Mark Briggs                | 30 mars 2017   |
| Rising de Phoenix | Frank Yallop           | Consentement mutuel | 24 avril 2017  | Rick Schantz (intérim)     | 24 avril 2017  |
| Rising de Phoenix | Rick Schantz (intérim) | Fin de l'intérim    | 22 mai 2017    | Patrice Carteron           | 22 mai 2017    |
| Fury d'Ottawa     | Paul Dalglish          | Démission           | 15 août 2017   | Julián de Guzmán (intérim) | 15 août 2017   |

## Format de la compétition
Les trente équipes sont réparties en deux conférences : conférence de l'Ouest (15 équipes) et la conférence de l'Est (15 équipes).
Toutes les équipes disputent trente rencontres, uniquement contre des équipes de leur propre conférence, à l'exception de rivalité locale inter-conférence.
Les huit meilleures équipes de chaque conférence sont qualifiées pour les séries. À chaque tour, c'est l'équipe la mieux classée en saison régulière qui accueille son adversaire.
En cas d'égalité, les critères suivants départagent les équipes :
1. Nombre de victoires
2. Différence de buts générale
3. Nombre de buts marqués
4. Points obtenus contre les quatre meilleures équipes de la conférence
5. Classement du fair-play
6. Tirage à la pièce

## Saison régulière

### Classements des conférences Ouest et Est
| Rang | Équipe                          | Pts | J  | G  | N  | P  | Bp | Bc | Diff |
| ---- | ------------------------------- | --- | -- | -- | -- | -- | -- | -- | ---- |
| 1    | Real Monarchs                   | 67  | 32 | 20 | 7  | 5  | 59 | 31 | +28  |
| 2    | San Antonio FC                  | 62  | 32 | 17 | 11 | 4  | 45 | 24 | +21  |
| 3    | Reno 1868                       | 59  | 32 | 17 | 8  | 7  | 75 | 39 | +36  |
| 4    | Rangers de Swope Park           | 58  | 32 | 17 | 7  | 8  | 55 | 37 | +18  |
| 5    | Rising de Phoenix               | 58  | 32 | 17 | 7  | 8  | 50 | 37 | +13  |
| 6    | Energy d'Oklahoma City          | 49  | 32 | 14 | 7  | 11 | 46 | 41 | +5   |
| 7    | Roughnecks de Tulsa             | 46  | 32 | 14 | 4  | 14 | 46 | 49 | -3   |
| 8    | Republic de Sacramento          | 46  | 32 | 13 | 7  | 12 | 45 | 43 | +2   |
| 9    | Switchbacks de Colorado Springs | 44  | 32 | 12 | 8  | 12 | 55 | 51 | +4   |
| 10   | Orange County SC                | 43  | 32 | 11 | 10 | 11 | 43 | 47 | -4   |
| 11   | Rio Grande Valley FC            | 35  | 32 | 9  | 8  | 15 | 37 | 50 | -13  |
| 12   | Sounders 2 de Seattle           | 31  | 32 | 9  | 4  | 19 | 42 | 61 | -19  |
| 13   | Galaxy II de Los Angeles        | 29  | 32 | 8  | 5  | 19 | 32 | 64 | -32  |
| 14   | Whitecaps 2 de Vancouver        | 24  | 32 | 5  | 9  | 18 | 32 | 52 | -20  |
| 15   | Timbers 2 de Portland           | 15  | 32 | 3  | 6  | 23 | 27 | 63 | -36  |

| Rang | Équipe                       | Pts | J  | G  | N  | P  | Bp | Bc | Diff |
| ---- | ---------------------------- | --- | -- | -- | -- | -- | -- | -- | ---- |
| 1    | Louisville City FC           | 62  | 32 | 18 | 8  | 6  | 58 | 31 | +27  |
| 2    | Battery de Charleston        | 54  | 32 | 15 | 9  | 8  | 53 | 33 | +20  |
| 3    | Rowdies de Tampa Bay         | 53  | 32 | 14 | 11 | 7  | 50 | 35 | +15  |
| 4    | Rhinos de Rochester          | 53  | 32 | 14 | 11 | 7  | 36 | 28 | +8   |
| 5    | Independence de Charlotte    | 48  | 32 | 13 | 9  | 10 | 52 | 40 | +12  |
| 6    | FC Cincinnati                | 46  | 32 | 12 | 10 | 10 | 46 | 48 | -2   |
| 7    | Red Bulls II de New YorkT    | 44  | 32 | 13 | 5  | 14 | 57 | 60 | -3   |
| 8    | Steel de Bethlehem           | 44  | 32 | 12 | 8  | 12 | 46 | 45 | +1   |
| 9    | Orlando City B               | 42  | 32 | 10 | 12 | 10 | 37 | 36 | +1   |
| 10   | Fury d'Ottawa                | 38  | 32 | 8  | 14 | 10 | 42 | 41 | +1   |
| 11   | City Islanders de Harrisburg | 37  | 32 | 10 | 7  | 15 | 28 | 47 | -19  |
| 12   | Saint Louis FC               | 36  | 32 | 9  | 9  | 14 | 35 | 48 | -13  |
| 13   | Riverhounds de Pittsburgh    | 36  | 32 | 8  | 12 | 12 | 33 | 42 | -9   |
| 14   | Kickers de Richmond          | 32  | 32 | 8  | 8  | 16 | 24 | 36 | -12  |
| 15   | Toronto FC II                | 25  | 32 | 6  | 7  | 19 | 27 | 54 | -27  |

- Champion de la saison régulière et qualification pour les séries éliminatoires
- Franchise qualifiée pour les séries éliminatoires

T : Tenant du titre

### Résultats
| Abréviations et légende des couleurs: Steel de Bethlehem – BST • Charleston Battery – CHS • Charlotte Independence – CLT • FC Cincinnati – CIN • Colorado Springs Switchbacks – COS • Harrisburg City Islanders – HAR • Los Angeles Galaxy II – LAG Louisville City FC – LOU • New York Red Bulls II – NYR • Oklahoma City Energy – OKC • Orange County SC – OCO • Ottawa Fury – OTT • Orlando City B – ORL • Pittsburgh Riverhounds – PGH • Phoenix Rising – PHX • Portland Timbers 2 – POR • Real Monarchs – RMO • Reno 1868 FC – RNO • Rio Grande Valley FC – RGV • Richmond Kickers – RIC • Rochester Rhinos – ROC • Sacramento Republic – SAC • San Antonio FC – SAN • Saint Louis FC – STL • Seattle Sounders FC 2 – SEA • Swope Park Rangers – SPR • Toronto FC II – TOR • Tulsa Roughnecks – TUL • Vancouver Whitecaps 2 – VAN Domicile * Extérieur * Victoire * Défaite * Nul | Abréviations et légende des couleurs: Steel de Bethlehem – BST • Charleston Battery – CHS • Charlotte Independence – CLT • FC Cincinnati – CIN • Colorado Springs Switchbacks – COS • Harrisburg City Islanders – HAR • Los Angeles Galaxy II – LAG Louisville City FC – LOU • New York Red Bulls II – NYR • Oklahoma City Energy – OKC • Orange County SC – OCO • Ottawa Fury – OTT • Orlando City B – ORL • Pittsburgh Riverhounds – PGH • Phoenix Rising – PHX • Portland Timbers 2 – POR • Real Monarchs – RMO • Reno 1868 FC – RNO • Rio Grande Valley FC – RGV • Richmond Kickers – RIC • Rochester Rhinos – ROC • Sacramento Republic – SAC • San Antonio FC – SAN • Saint Louis FC – STL • Seattle Sounders FC 2 – SEA • Swope Park Rangers – SPR • Toronto FC II – TOR • Tulsa Roughnecks – TUL • Vancouver Whitecaps 2 – VAN Domicile * Extérieur * Victoire * Défaite * Nul | Abréviations et légende des couleurs: Steel de Bethlehem – BST • Charleston Battery – CHS • Charlotte Independence – CLT • FC Cincinnati – CIN • Colorado Springs Switchbacks – COS • Harrisburg City Islanders – HAR • Los Angeles Galaxy II – LAG Louisville City FC – LOU • New York Red Bulls II – NYR • Oklahoma City Energy – OKC • Orange County SC – OCO • Ottawa Fury – OTT • Orlando City B – ORL • Pittsburgh Riverhounds – PGH • Phoenix Rising – PHX • Portland Timbers 2 – POR • Real Monarchs – RMO • Reno 1868 FC – RNO • Rio Grande Valley FC – RGV • Richmond Kickers – RIC • Rochester Rhinos – ROC • Sacramento Republic – SAC • San Antonio FC – SAN • Saint Louis FC – STL • Seattle Sounders FC 2 – SEA • Swope Park Rangers – SPR • Toronto FC II – TOR • Tulsa Roughnecks – TUL • Vancouver Whitecaps 2 – VAN Domicile * Extérieur * Victoire * Défaite * Nul | Abréviations et légende des couleurs: Steel de Bethlehem – BST • Charleston Battery – CHS • Charlotte Independence – CLT • FC Cincinnati – CIN • Colorado Springs Switchbacks – COS • Harrisburg City Islanders – HAR • Los Angeles Galaxy II – LAG Louisville City FC – LOU • New York Red Bulls II – NYR • Oklahoma City Energy – OKC • Orange County SC – OCO • Ottawa Fury – OTT • Orlando City B – ORL • Pittsburgh Riverhounds – PGH • Phoenix Rising – PHX • Portland Timbers 2 – POR • Real Monarchs – RMO • Reno 1868 FC – RNO • Rio Grande Valley FC – RGV • Richmond Kickers – RIC • Rochester Rhinos – ROC • Sacramento Republic – SAC • San Antonio FC – SAN • Saint Louis FC – STL • Seattle Sounders FC 2 – SEA • Swope Park Rangers – SPR • Toronto FC II – TOR • Tulsa Roughnecks – TUL • Vancouver Whitecaps 2 – VAN Domicile * Extérieur * Victoire * Défaite * Nul | Abréviations et légende des couleurs: Steel de Bethlehem – BST • Charleston Battery – CHS • Charlotte Independence – CLT • FC Cincinnati – CIN • Colorado Springs Switchbacks – COS • Harrisburg City Islanders – HAR • Los Angeles Galaxy II – LAG Louisville City FC – LOU • New York Red Bulls II – NYR • Oklahoma City Energy – OKC • Orange County SC – OCO • Ottawa Fury – OTT • Orlando City B – ORL • Pittsburgh Riverhounds – PGH • Phoenix Rising – PHX • Portland Timbers 2 – POR • Real Monarchs – RMO • Reno 1868 FC – RNO • Rio Grande Valley FC – RGV • Richmond Kickers – RIC • Rochester Rhinos – ROC • Sacramento Republic – SAC • San Antonio FC – SAN • Saint Louis FC – STL • Seattle Sounders FC 2 – SEA • Swope Park Rangers – SPR • Toronto FC II – TOR • Tulsa Roughnecks – TUL • Vancouver Whitecaps 2 – VAN Domicile * Extérieur * Victoire * Défaite * Nul | Abréviations et légende des couleurs: Steel de Bethlehem – BST • Charleston Battery – CHS • Charlotte Independence – CLT • FC Cincinnati – CIN • Colorado Springs Switchbacks – COS • Harrisburg City Islanders – HAR • Los Angeles Galaxy II – LAG Louisville City FC – LOU • New York Red Bulls II – NYR • Oklahoma City Energy – OKC • Orange County SC – OCO • Ottawa Fury – OTT • Orlando City B – ORL • Pittsburgh Riverhounds – PGH • Phoenix Rising – PHX • Portland Timbers 2 – POR • Real Monarchs – RMO • Reno 1868 FC – RNO • Rio Grande Valley FC – RGV • Richmond Kickers – RIC • Rochester Rhinos – ROC • Sacramento Republic – SAC • San Antonio FC – SAN • Saint Louis FC – STL • Seattle Sounders FC 2 – SEA • Swope Park Rangers – SPR • Toronto FC II – TOR • Tulsa Roughnecks – TUL • Vancouver Whitecaps 2 – VAN Domicile * Extérieur * Victoire * Défaite * Nul | Abréviations et légende des couleurs: Steel de Bethlehem – BST • Charleston Battery – CHS • Charlotte Independence – CLT • FC Cincinnati – CIN • Colorado Springs Switchbacks – COS • Harrisburg City Islanders – HAR • Los Angeles Galaxy II – LAG Louisville City FC – LOU • New York Red Bulls II – NYR • Oklahoma City Energy – OKC • Orange County SC – OCO • Ottawa Fury – OTT • Orlando City B – ORL • Pittsburgh Riverhounds – PGH • Phoenix Rising – PHX • Portland Timbers 2 – POR • Real Monarchs – RMO • Reno 1868 FC – RNO • Rio Grande Valley FC – RGV • Richmond Kickers – RIC • Rochester Rhinos – ROC • Sacramento Republic – SAC • San Antonio FC – SAN • Saint Louis FC – STL • Seattle Sounders FC 2 – SEA • Swope Park Rangers – SPR • Toronto FC II – TOR • Tulsa Roughnecks – TUL • Vancouver Whitecaps 2 – VAN Domicile * Extérieur * Victoire * Défaite * Nul | Abréviations et légende des couleurs: Steel de Bethlehem – BST • Charleston Battery – CHS • Charlotte Independence – CLT • FC Cincinnati – CIN • Colorado Springs Switchbacks – COS • Harrisburg City Islanders – HAR • Los Angeles Galaxy II – LAG Louisville City FC – LOU • New York Red Bulls II – NYR • Oklahoma City Energy – OKC • Orange County SC – OCO • Ottawa Fury – OTT • Orlando City B – ORL • Pittsburgh Riverhounds – PGH • Phoenix Rising – PHX • Portland Timbers 2 – POR • Real Monarchs – RMO • Reno 1868 FC – RNO • Rio Grande Valley FC – RGV • Richmond Kickers – RIC • Rochester Rhinos – ROC • Sacramento Republic – SAC • San Antonio FC – SAN • Saint Louis FC – STL • Seattle Sounders FC 2 – SEA • Swope Park Rangers – SPR • Toronto FC II – TOR • Tulsa Roughnecks – TUL • Vancouver Whitecaps 2 – VAN Domicile * Extérieur * Victoire * Défaite * Nul | Abréviations et légende des couleurs: Steel de Bethlehem – BST • Charleston Battery – CHS • Charlotte Independence – CLT • FC Cincinnati – CIN • Colorado Springs Switchbacks – COS • Harrisburg City Islanders – HAR • Los Angeles Galaxy II – LAG Louisville City FC – LOU • New York Red Bulls II – NYR • Oklahoma City Energy – OKC • Orange County SC – OCO • Ottawa Fury – OTT • Orlando City B – ORL • Pittsburgh Riverhounds – PGH • Phoenix Rising – PHX • Portland Timbers 2 – POR • Real Monarchs – RMO • Reno 1868 FC – RNO • Rio Grande Valley FC – RGV • Richmond Kickers – RIC • Rochester Rhinos – ROC • Sacramento Republic – SAC • San Antonio FC – SAN • Saint Louis FC – STL • Seattle Sounders FC 2 – SEA • Swope Park Rangers – SPR • Toronto FC II – TOR • Tulsa Roughnecks – TUL • Vancouver Whitecaps 2 – VAN Domicile * Extérieur * Victoire * Défaite * Nul | Abréviations et légende des couleurs: Steel de Bethlehem – BST • Charleston Battery – CHS • Charlotte Independence – CLT • FC Cincinnati – CIN • Colorado Springs Switchbacks – COS • Harrisburg City Islanders – HAR • Los Angeles Galaxy II – LAG Louisville City FC – LOU • New York Red Bulls II – NYR • Oklahoma City Energy – OKC • Orange County SC – OCO • Ottawa Fury – OTT • Orlando City B – ORL • Pittsburgh Riverhounds – PGH • Phoenix Rising – PHX • Portland Timbers 2 – POR • Real Monarchs – RMO • Reno 1868 FC – RNO • Rio Grande Valley FC – RGV • Richmond Kickers – RIC • Rochester Rhinos – ROC • Sacramento Republic – SAC • San Antonio FC – SAN • Saint Louis FC – STL • Seattle Sounders FC 2 – SEA • Swope Park Rangers – SPR • Toronto FC II – TOR • Tulsa Roughnecks – TUL • Vancouver Whitecaps 2 – VAN Domicile * Extérieur * Victoire * Défaite * Nul | Abréviations et légende des couleurs: Steel de Bethlehem – BST • Charleston Battery – CHS • Charlotte Independence – CLT • FC Cincinnati – CIN • Colorado Springs Switchbacks – COS • Harrisburg City Islanders – HAR • Los Angeles Galaxy II – LAG Louisville City FC – LOU • New York Red Bulls II – NYR • Oklahoma City Energy – OKC • Orange County SC – OCO • Ottawa Fury – OTT • Orlando City B – ORL • Pittsburgh Riverhounds – PGH • Phoenix Rising – PHX • Portland Timbers 2 – POR • Real Monarchs – RMO • Reno 1868 FC – RNO • Rio Grande Valley FC – RGV • Richmond Kickers – RIC • Rochester Rhinos – ROC • Sacramento Republic – SAC • San Antonio FC – SAN • Saint Louis FC – STL • Seattle Sounders FC 2 – SEA • Swope Park Rangers – SPR • Toronto FC II – TOR • Tulsa Roughnecks – TUL • Vancouver Whitecaps 2 – VAN Domicile * Extérieur * Victoire * Défaite * Nul | Abréviations et légende des couleurs: Steel de Bethlehem – BST • Charleston Battery – CHS • Charlotte Independence – CLT • FC Cincinnati – CIN • Colorado Springs Switchbacks – COS • Harrisburg City Islanders – HAR • Los Angeles Galaxy II – LAG Louisville City FC – LOU • New York Red Bulls II – NYR • Oklahoma City Energy – OKC • Orange County SC – OCO • Ottawa Fury – OTT • Orlando City B – ORL • Pittsburgh Riverhounds – PGH • Phoenix Rising – PHX • Portland Timbers 2 – POR • Real Monarchs – RMO • Reno 1868 FC – RNO • Rio Grande Valley FC – RGV • Richmond Kickers – RIC • Rochester Rhinos – ROC • Sacramento Republic – SAC • San Antonio FC – SAN • Saint Louis FC – STL • Seattle Sounders FC 2 – SEA • Swope Park Rangers – SPR • Toronto FC II – TOR • Tulsa Roughnecks – TUL • Vancouver Whitecaps 2 – VAN Domicile * Extérieur * Victoire * Défaite * Nul | Abréviations et légende des couleurs: Steel de Bethlehem – BST • Charleston Battery – CHS • Charlotte Independence – CLT • FC Cincinnati – CIN • Colorado Springs Switchbacks – COS • Harrisburg City Islanders – HAR • Los Angeles Galaxy II – LAG Louisville City FC – LOU • New York Red Bulls II – NYR • Oklahoma City Energy – OKC • Orange County SC – OCO • Ottawa Fury – OTT • Orlando City B – ORL • Pittsburgh Riverhounds – PGH • Phoenix Rising – PHX • Portland Timbers 2 – POR • Real Monarchs – RMO • Reno 1868 FC – RNO • Rio Grande Valley FC – RGV • Richmond Kickers – RIC • Rochester Rhinos – ROC • Sacramento Republic – SAC • San Antonio FC – SAN • Saint Louis FC – STL • Seattle Sounders FC 2 – SEA • Swope Park Rangers – SPR • Toronto FC II – TOR • Tulsa Roughnecks – TUL • Vancouver Whitecaps 2 – VAN Domicile * Extérieur * Victoire * Défaite * Nul | Abréviations et légende des couleurs: Steel de Bethlehem – BST • Charleston Battery – CHS • Charlotte Independence – CLT • FC Cincinnati – CIN • Colorado Springs Switchbacks – COS • Harrisburg City Islanders – HAR • Los Angeles Galaxy II – LAG Louisville City FC – LOU • New York Red Bulls II – NYR • Oklahoma City Energy – OKC • Orange County SC – OCO • Ottawa Fury – OTT • Orlando City B – ORL • Pittsburgh Riverhounds – PGH • Phoenix Rising – PHX • Portland Timbers 2 – POR • Real Monarchs – RMO • Reno 1868 FC – RNO • Rio Grande Valley FC – RGV • Richmond Kickers – RIC • Rochester Rhinos – ROC • Sacramento Republic – SAC • San Antonio FC – SAN • Saint Louis FC – STL • Seattle Sounders FC 2 – SEA • Swope Park Rangers – SPR • Toronto FC II – TOR • Tulsa Roughnecks – TUL • Vancouver Whitecaps 2 – VAN Domicile * Extérieur * Victoire * Défaite * Nul | Abréviations et légende des couleurs: Steel de Bethlehem – BST • Charleston Battery – CHS • Charlotte Independence – CLT • FC Cincinnati – CIN • Colorado Springs Switchbacks – COS • Harrisburg City Islanders – HAR • Los Angeles Galaxy II – LAG Louisville City FC – LOU • New York Red Bulls II – NYR • Oklahoma City Energy – OKC • Orange County SC – OCO • Ottawa Fury – OTT • Orlando City B – ORL • Pittsburgh Riverhounds – PGH • Phoenix Rising – PHX • Portland Timbers 2 – POR • Real Monarchs – RMO • Reno 1868 FC – RNO • Rio Grande Valley FC – RGV • Richmond Kickers – RIC • Rochester Rhinos – ROC • Sacramento Republic – SAC • San Antonio FC – SAN • Saint Louis FC – STL • Seattle Sounders FC 2 – SEA • Swope Park Rangers – SPR • Toronto FC II – TOR • Tulsa Roughnecks – TUL • Vancouver Whitecaps 2 – VAN Domicile * Extérieur * Victoire * Défaite * Nul | Abréviations et légende des couleurs: Steel de Bethlehem – BST • Charleston Battery – CHS • Charlotte Independence – CLT • FC Cincinnati – CIN • Colorado Springs Switchbacks – COS • Harrisburg City Islanders – HAR • Los Angeles Galaxy II – LAG Louisville City FC – LOU • New York Red Bulls II – NYR • Oklahoma City Energy – OKC • Orange County SC – OCO • Ottawa Fury – OTT • Orlando City B – ORL • Pittsburgh Riverhounds – PGH • Phoenix Rising – PHX • Portland Timbers 2 – POR • Real Monarchs – RMO • Reno 1868 FC – RNO • Rio Grande Valley FC – RGV • Richmond Kickers – RIC • Rochester Rhinos – ROC • Sacramento Republic – SAC • San Antonio FC – SAN • Saint Louis FC – STL • Seattle Sounders FC 2 – SEA • Swope Park Rangers – SPR • Toronto FC II – TOR • Tulsa Roughnecks – TUL • Vancouver Whitecaps 2 – VAN Domicile * Extérieur * Victoire * Défaite * Nul | Abréviations et légende des couleurs: Steel de Bethlehem – BST • Charleston Battery – CHS • Charlotte Independence – CLT • FC Cincinnati – CIN • Colorado Springs Switchbacks – COS • Harrisburg City Islanders – HAR • Los Angeles Galaxy II – LAG Louisville City FC – LOU • New York Red Bulls II – NYR • Oklahoma City Energy – OKC • Orange County SC – OCO • Ottawa Fury – OTT • Orlando City B – ORL • Pittsburgh Riverhounds – PGH • Phoenix Rising – PHX • Portland Timbers 2 – POR • Real Monarchs – RMO • Reno 1868 FC – RNO • Rio Grande Valley FC – RGV • Richmond Kickers – RIC • Rochester Rhinos – ROC • Sacramento Republic – SAC • San Antonio FC – SAN • Saint Louis FC – STL • Seattle Sounders FC 2 – SEA • Swope Park Rangers – SPR • Toronto FC II – TOR • Tulsa Roughnecks – TUL • Vancouver Whitecaps 2 – VAN Domicile * Extérieur * Victoire * Défaite * Nul | Abréviations et légende des couleurs: Steel de Bethlehem – BST • Charleston Battery – CHS • Charlotte Independence – CLT • FC Cincinnati – CIN • Colorado Springs Switchbacks – COS • Harrisburg City Islanders – HAR • Los Angeles Galaxy II – LAG Louisville City FC – LOU • New York Red Bulls II – NYR • Oklahoma City Energy – OKC • Orange County SC – OCO • Ottawa Fury – OTT • Orlando City B – ORL • Pittsburgh Riverhounds – PGH • Phoenix Rising – PHX • Portland Timbers 2 – POR • Real Monarchs – RMO • Reno 1868 FC – RNO • Rio Grande Valley FC – RGV • Richmond Kickers – RIC • Rochester Rhinos – ROC • Sacramento Republic – SAC • San Antonio FC – SAN • Saint Louis FC – STL • Seattle Sounders FC 2 – SEA • Swope Park Rangers – SPR • Toronto FC II – TOR • Tulsa Roughnecks – TUL • Vancouver Whitecaps 2 – VAN Domicile * Extérieur * Victoire * Défaite * Nul | Abréviations et légende des couleurs: Steel de Bethlehem – BST • Charleston Battery – CHS • Charlotte Independence – CLT • FC Cincinnati – CIN • Colorado Springs Switchbacks – COS • Harrisburg City Islanders – HAR • Los Angeles Galaxy II – LAG Louisville City FC – LOU • New York Red Bulls II – NYR • Oklahoma City Energy – OKC • Orange County SC – OCO • Ottawa Fury – OTT • Orlando City B – ORL • Pittsburgh Riverhounds – PGH • Phoenix Rising – PHX • Portland Timbers 2 – POR • Real Monarchs – RMO • Reno 1868 FC – RNO • Rio Grande Valley FC – RGV • Richmond Kickers – RIC • Rochester Rhinos – ROC • Sacramento Republic – SAC • San Antonio FC – SAN • Saint Louis FC – STL • Seattle Sounders FC 2 – SEA • Swope Park Rangers – SPR • Toronto FC II – TOR • Tulsa Roughnecks – TUL • Vancouver Whitecaps 2 – VAN Domicile * Extérieur * Victoire * Défaite * Nul | Abréviations et légende des couleurs: Steel de Bethlehem – BST • Charleston Battery – CHS • Charlotte Independence – CLT • FC Cincinnati – CIN • Colorado Springs Switchbacks – COS • Harrisburg City Islanders – HAR • Los Angeles Galaxy II – LAG Louisville City FC – LOU • New York Red Bulls II – NYR • Oklahoma City Energy – OKC • Orange County SC – OCO • Ottawa Fury – OTT • Orlando City B – ORL • Pittsburgh Riverhounds – PGH • Phoenix Rising – PHX • Portland Timbers 2 – POR • Real Monarchs – RMO • Reno 1868 FC – RNO • Rio Grande Valley FC – RGV • Richmond Kickers – RIC • Rochester Rhinos – ROC • Sacramento Republic – SAC • San Antonio FC – SAN • Saint Louis FC – STL • Seattle Sounders FC 2 – SEA • Swope Park Rangers – SPR • Toronto FC II – TOR • Tulsa Roughnecks – TUL • Vancouver Whitecaps 2 – VAN Domicile * Extérieur * Victoire * Défaite * Nul | Abréviations et légende des couleurs: Steel de Bethlehem – BST • Charleston Battery – CHS • Charlotte Independence – CLT • FC Cincinnati – CIN • Colorado Springs Switchbacks – COS • Harrisburg City Islanders – HAR • Los Angeles Galaxy II – LAG Louisville City FC – LOU • New York Red Bulls II – NYR • Oklahoma City Energy – OKC • Orange County SC – OCO • Ottawa Fury – OTT • Orlando City B – ORL • Pittsburgh Riverhounds – PGH • Phoenix Rising – PHX • Portland Timbers 2 – POR • Real Monarchs – RMO • Reno 1868 FC – RNO • Rio Grande Valley FC – RGV • Richmond Kickers – RIC • Rochester Rhinos – ROC • Sacramento Republic – SAC • San Antonio FC – SAN • Saint Louis FC – STL • Seattle Sounders FC 2 – SEA • Swope Park Rangers – SPR • Toronto FC II – TOR • Tulsa Roughnecks – TUL • Vancouver Whitecaps 2 – VAN Domicile * Extérieur * Victoire * Défaite * Nul | Abréviations et légende des couleurs: Steel de Bethlehem – BST • Charleston Battery – CHS • Charlotte Independence – CLT • FC Cincinnati – CIN • Colorado Springs Switchbacks – COS • Harrisburg City Islanders – HAR • Los Angeles Galaxy II – LAG Louisville City FC – LOU • New York Red Bulls II – NYR • Oklahoma City Energy – OKC • Orange County SC – OCO • Ottawa Fury – OTT • Orlando City B – ORL • Pittsburgh Riverhounds – PGH • Phoenix Rising – PHX • Portland Timbers 2 – POR • Real Monarchs – RMO • Reno 1868 FC – RNO • Rio Grande Valley FC – RGV • Richmond Kickers – RIC • Rochester Rhinos – ROC • Sacramento Republic – SAC • San Antonio FC – SAN • Saint Louis FC – STL • Seattle Sounders FC 2 – SEA • Swope Park Rangers – SPR • Toronto FC II – TOR • Tulsa Roughnecks – TUL • Vancouver Whitecaps 2 – VAN Domicile * Extérieur * Victoire * Défaite * Nul | Abréviations et légende des couleurs: Steel de Bethlehem – BST • Charleston Battery – CHS • Charlotte Independence – CLT • FC Cincinnati – CIN • Colorado Springs Switchbacks – COS • Harrisburg City Islanders – HAR • Los Angeles Galaxy II – LAG Louisville City FC – LOU • New York Red Bulls II – NYR • Oklahoma City Energy – OKC • Orange County SC – OCO • Ottawa Fury – OTT • Orlando City B – ORL • Pittsburgh Riverhounds – PGH • Phoenix Rising – PHX • Portland Timbers 2 – POR • Real Monarchs – RMO • Reno 1868 FC – RNO • Rio Grande Valley FC – RGV • Richmond Kickers – RIC • Rochester Rhinos – ROC • Sacramento Republic – SAC • San Antonio FC – SAN • Saint Louis FC – STL • Seattle Sounders FC 2 – SEA • Swope Park Rangers – SPR • Toronto FC II – TOR • Tulsa Roughnecks – TUL • Vancouver Whitecaps 2 – VAN Domicile * Extérieur * Victoire * Défaite * Nul | Abréviations et légende des couleurs: Steel de Bethlehem – BST • Charleston Battery – CHS • Charlotte Independence – CLT • FC Cincinnati – CIN • Colorado Springs Switchbacks – COS • Harrisburg City Islanders – HAR • Los Angeles Galaxy II – LAG Louisville City FC – LOU • New York Red Bulls II – NYR • Oklahoma City Energy – OKC • Orange County SC – OCO • Ottawa Fury – OTT • Orlando City B – ORL • Pittsburgh Riverhounds – PGH • Phoenix Rising – PHX • Portland Timbers 2 – POR • Real Monarchs – RMO • Reno 1868 FC – RNO • Rio Grande Valley FC – RGV • Richmond Kickers – RIC • Rochester Rhinos – ROC • Sacramento Republic – SAC • San Antonio FC – SAN • Saint Louis FC – STL • Seattle Sounders FC 2 – SEA • Swope Park Rangers – SPR • Toronto FC II – TOR • Tulsa Roughnecks – TUL • Vancouver Whitecaps 2 – VAN Domicile * Extérieur * Victoire * Défaite * Nul | Abréviations et légende des couleurs: Steel de Bethlehem – BST • Charleston Battery – CHS • Charlotte Independence – CLT • FC Cincinnati – CIN • Colorado Springs Switchbacks – COS • Harrisburg City Islanders – HAR • Los Angeles Galaxy II – LAG Louisville City FC – LOU • New York Red Bulls II – NYR • Oklahoma City Energy – OKC • Orange County SC – OCO • Ottawa Fury – OTT • Orlando City B – ORL • Pittsburgh Riverhounds – PGH • Phoenix Rising – PHX • Portland Timbers 2 – POR • Real Monarchs – RMO • Reno 1868 FC – RNO • Rio Grande Valley FC – RGV • Richmond Kickers – RIC • Rochester Rhinos – ROC • Sacramento Republic – SAC • San Antonio FC – SAN • Saint Louis FC – STL • Seattle Sounders FC 2 – SEA • Swope Park Rangers – SPR • Toronto FC II – TOR • Tulsa Roughnecks – TUL • Vancouver Whitecaps 2 – VAN Domicile * Extérieur * Victoire * Défaite * Nul | Abréviations et légende des couleurs: Steel de Bethlehem – BST • Charleston Battery – CHS • Charlotte Independence – CLT • FC Cincinnati – CIN • Colorado Springs Switchbacks – COS • Harrisburg City Islanders – HAR • Los Angeles Galaxy II – LAG Louisville City FC – LOU • New York Red Bulls II – NYR • Oklahoma City Energy – OKC • Orange County SC – OCO • Ottawa Fury – OTT • Orlando City B – ORL • Pittsburgh Riverhounds – PGH • Phoenix Rising – PHX • Portland Timbers 2 – POR • Real Monarchs – RMO • Reno 1868 FC – RNO • Rio Grande Valley FC – RGV • Richmond Kickers – RIC • Rochester Rhinos – ROC • Sacramento Republic – SAC • San Antonio FC – SAN • Saint Louis FC – STL • Seattle Sounders FC 2 – SEA • Swope Park Rangers – SPR • Toronto FC II – TOR • Tulsa Roughnecks – TUL • Vancouver Whitecaps 2 – VAN Domicile * Extérieur * Victoire * Défaite * Nul | Abréviations et légende des couleurs: Steel de Bethlehem – BST • Charleston Battery – CHS • Charlotte Independence – CLT • FC Cincinnati – CIN • Colorado Springs Switchbacks – COS • Harrisburg City Islanders – HAR • Los Angeles Galaxy II – LAG Louisville City FC – LOU • New York Red Bulls II – NYR • Oklahoma City Energy – OKC • Orange County SC – OCO • Ottawa Fury – OTT • Orlando City B – ORL • Pittsburgh Riverhounds – PGH • Phoenix Rising – PHX • Portland Timbers 2 – POR • Real Monarchs – RMO • Reno 1868 FC – RNO • Rio Grande Valley FC – RGV • Richmond Kickers – RIC • Rochester Rhinos – ROC • Sacramento Republic – SAC • San Antonio FC – SAN • Saint Louis FC – STL • Seattle Sounders FC 2 – SEA • Swope Park Rangers – SPR • Toronto FC II – TOR • Tulsa Roughnecks – TUL • Vancouver Whitecaps 2 – VAN Domicile * Extérieur * Victoire * Défaite * Nul | Abréviations et légende des couleurs: Steel de Bethlehem – BST • Charleston Battery – CHS • Charlotte Independence – CLT • FC Cincinnati – CIN • Colorado Springs Switchbacks – COS • Harrisburg City Islanders – HAR • Los Angeles Galaxy II – LAG Louisville City FC – LOU • New York Red Bulls II – NYR • Oklahoma City Energy – OKC • Orange County SC – OCO • Ottawa Fury – OTT • Orlando City B – ORL • Pittsburgh Riverhounds – PGH • Phoenix Rising – PHX • Portland Timbers 2 – POR • Real Monarchs – RMO • Reno 1868 FC – RNO • Rio Grande Valley FC – RGV • Richmond Kickers – RIC • Rochester Rhinos – ROC • Sacramento Republic – SAC • San Antonio FC – SAN • Saint Louis FC – STL • Seattle Sounders FC 2 – SEA • Swope Park Rangers – SPR • Toronto FC II – TOR • Tulsa Roughnecks – TUL • Vancouver Whitecaps 2 – VAN Domicile * Extérieur * Victoire * Défaite * Nul | Abréviations et légende des couleurs: Steel de Bethlehem – BST • Charleston Battery – CHS • Charlotte Independence – CLT • FC Cincinnati – CIN • Colorado Springs Switchbacks – COS • Harrisburg City Islanders – HAR • Los Angeles Galaxy II – LAG Louisville City FC – LOU • New York Red Bulls II – NYR • Oklahoma City Energy – OKC • Orange County SC – OCO • Ottawa Fury – OTT • Orlando City B – ORL • Pittsburgh Riverhounds – PGH • Phoenix Rising – PHX • Portland Timbers 2 – POR • Real Monarchs – RMO • Reno 1868 FC – RNO • Rio Grande Valley FC – RGV • Richmond Kickers – RIC • Rochester Rhinos – ROC • Sacramento Republic – SAC • San Antonio FC – SAN • Saint Louis FC – STL • Seattle Sounders FC 2 – SEA • Swope Park Rangers – SPR • Toronto FC II – TOR • Tulsa Roughnecks – TUL • Vancouver Whitecaps 2 – VAN Domicile * Extérieur * Victoire * Défaite * Nul | Abréviations et légende des couleurs: Steel de Bethlehem – BST • Charleston Battery – CHS • Charlotte Independence – CLT • FC Cincinnati – CIN • Colorado Springs Switchbacks – COS • Harrisburg City Islanders – HAR • Los Angeles Galaxy II – LAG Louisville City FC – LOU • New York Red Bulls II – NYR • Oklahoma City Energy – OKC • Orange County SC – OCO • Ottawa Fury – OTT • Orlando City B – ORL • Pittsburgh Riverhounds – PGH • Phoenix Rising – PHX • Portland Timbers 2 – POR • Real Monarchs – RMO • Reno 1868 FC – RNO • Rio Grande Valley FC – RGV • Richmond Kickers – RIC • Rochester Rhinos – ROC • Sacramento Republic – SAC • San Antonio FC – SAN • Saint Louis FC – STL • Seattle Sounders FC 2 – SEA • Swope Park Rangers – SPR • Toronto FC II – TOR • Tulsa Roughnecks – TUL • Vancouver Whitecaps 2 – VAN Domicile * Extérieur * Victoire * Défaite * Nul | Abréviations et légende des couleurs: Steel de Bethlehem – BST • Charleston Battery – CHS • Charlotte Independence – CLT • FC Cincinnati – CIN • Colorado Springs Switchbacks – COS • Harrisburg City Islanders – HAR • Los Angeles Galaxy II – LAG Louisville City FC – LOU • New York Red Bulls II – NYR • Oklahoma City Energy – OKC • Orange County SC – OCO • Ottawa Fury – OTT • Orlando City B – ORL • Pittsburgh Riverhounds – PGH • Phoenix Rising – PHX • Portland Timbers 2 – POR • Real Monarchs – RMO • Reno 1868 FC – RNO • Rio Grande Valley FC – RGV • Richmond Kickers – RIC • Rochester Rhinos – ROC • Sacramento Republic – SAC • San Antonio FC – SAN • Saint Louis FC – STL • Seattle Sounders FC 2 – SEA • Swope Park Rangers – SPR • Toronto FC II – TOR • Tulsa Roughnecks – TUL • Vancouver Whitecaps 2 – VAN Domicile * Extérieur * Victoire * Défaite * Nul | Abréviations et légende des couleurs: Steel de Bethlehem – BST • Charleston Battery – CHS • Charlotte Independence – CLT • FC Cincinnati – CIN • Colorado Springs Switchbacks – COS • Harrisburg City Islanders – HAR • Los Angeles Galaxy II – LAG Louisville City FC – LOU • New York Red Bulls II – NYR • Oklahoma City Energy – OKC • Orange County SC – OCO • Ottawa Fury – OTT • Orlando City B – ORL • Pittsburgh Riverhounds – PGH • Phoenix Rising – PHX • Portland Timbers 2 – POR • Real Monarchs – RMO • Reno 1868 FC – RNO • Rio Grande Valley FC – RGV • Richmond Kickers – RIC • Rochester Rhinos – ROC • Sacramento Republic – SAC • San Antonio FC – SAN • Saint Louis FC – STL • Seattle Sounders FC 2 – SEA • Swope Park Rangers – SPR • Toronto FC II – TOR • Tulsa Roughnecks – TUL • Vancouver Whitecaps 2 – VAN Domicile * Extérieur * Victoire * Défaite * Nul | Abréviations et légende des couleurs: Steel de Bethlehem – BST • Charleston Battery – CHS • Charlotte Independence – CLT • FC Cincinnati – CIN • Colorado Springs Switchbacks – COS • Harrisburg City Islanders – HAR • Los Angeles Galaxy II – LAG Louisville City FC – LOU • New York Red Bulls II – NYR • Oklahoma City Energy – OKC • Orange County SC – OCO • Ottawa Fury – OTT • Orlando City B – ORL • Pittsburgh Riverhounds – PGH • Phoenix Rising – PHX • Portland Timbers 2 – POR • Real Monarchs – RMO • Reno 1868 FC – RNO • Rio Grande Valley FC – RGV • Richmond Kickers – RIC • Rochester Rhinos – ROC • Sacramento Republic – SAC • San Antonio FC – SAN • Saint Louis FC – STL • Seattle Sounders FC 2 – SEA • Swope Park Rangers – SPR • Toronto FC II – TOR • Tulsa Roughnecks – TUL • Vancouver Whitecaps 2 – VAN Domicile * Extérieur * Victoire * Défaite * Nul |
| Club | Match | Match | Match | Match | Match | Match | Match | Match | Match | Match | Match | Match | Match | Match | Match | Match | Match | Match | Match | Match | Match | Match | Match | Match | Match | Match | Match | Match | Match | Match | Match | Match |
| Club | 1 | 2 | 3 | 4 | 5 | 6 | 7 | 8 | 9 | 10 | 11 | 12 | 13 | 14 | 15 | 16 | 17 | 18 | 19 | 20 | 21 | 22 | 23 | 24 | 25 | 26 | 27 | 28 | 29 | 30 | 31 | 32 |
| --- | --- | --- | --- | --- | --- | --- | --- | --- | --- | --- | --- | --- | --- | --- | --- | --- | --- | --- | --- | --- | --- | --- | --- | --- | --- | --- | --- | --- | --- | --- | --- | --- |
| Bethlehem Steel | ROC | CIN | HAR | ORL | CIN | CHS | TOR | CIN | CHS | HAR | OTT | STL | NYR | HAR | RIC | NYR | PGH | RIC | CLT | OTT | TOR | CLT | LOU | PGH | ORL | LOU | PGH | TBR | TBR | TOR | ROC | STL |
| Bethlehem Steel | 2–3 | 2–0 | 2–3 | 0–2 | 1–0 | 0–1 | 1–0 | 1–2 | 0–1 | 3–1 | 1–1 | 2–1 | 2–0 | 1–0 | 1–1 | 2–0 | 1–1 | 2–3 | 0–4 | 2–1 | 3–1 | 0–1 | 1–3 | 2–3 | 1–1 | 2–2 | 3–2 | 2–2 | 1–1 | 4–2 | 0–1 | 1-1 |
| Charleston Battery | CIN | CLT | PGH | ROC | TBR | OTT | BST | STL | HAR | BST | NYR | LOU | RIC | CIN | TOR | TBR | LOU | STL | TBR | PGH | ORL | TOR | NYR | ROC | RIC | LOU | RIC | CLT | ORL | OTT | HAR | CLT |
| Charleston Battery | 2–1 | 2–0 | 1–2 | 5–0 | 3–2 | 2–2 | 1–0 | 1–0 | 2–2 | 1–0 | 1–2 | 4–4 | 1–0 | 2–2 | 6–1 | 2–0 | 1–1 | 0–1 | 0–2 | 2–2 | 0–0 | 0–1 | 1–1 | 1–0 | 1–3 | 0–1 | 1–0 | 3–0 | 1–2 | 1–1 | 4–0 | 1–0 |
| Charlotte Independence | CHS | ORL | PGH | STL | ROC | NYR | ORL | TBR | LOU | CIN | HAR | RIC | ROC | PGH | STL | NYR | HAR | RIC | BST | LOU | TOR | OTT | BST | ORL | TOR | RIC | OTT | CHS | TBR | CIN | LOU | CHS |
| Charlotte Independence | 0–2 | 1–1 | 1–1 | 2–1 | 0–4 | 5–1 | 3–1 | 2–2 | 0–1 | 1–1 | 2–0 | 2–0 | 2–1 | 3–1 | 5–1 | 3–2 | 1–1 | 0–0 | 4–0 | 3–1 | 2–2 | 1–3 | 1–0 | 1–1 | 2–3 | 3–0 | 1–1 | 0–3 | 0–1 | 0–1 | 1–2 | 0–1 |
| Colorado Springs Switchbacks | TUL | OKC | SAN | RGV | SLC | RNO | SEA | TUL | POR | VAN | SLC | RNO | OKC | LAG | SPR | SAN | RGV | VAN | PHX | OKC | SEA | POR | OCO | SLC | LAG | SAC | PHX | SEA | SPR | OCO | SAC | TUL |
| Colorado Springs Switchbacks | 3–0 | 1–1 | 1–1 | 1–3 | 2–1 | 2–2 | 2–3 | 3–0 | 0–0 | 1–3 | 1–4 | 3–3 | 1–0 | 2–1 | 1–2 | 1–0 | 0–1 | 2–2 | 1–2 | 3–4 | 2–1 | 4–1 | 4–0 | 0–2 | 1–2 | 2–2 | 1–2 | 1–1 | 1–3 | 2–1 | 1–0 | 4–2 |
| FC Cincinnati | CHS | PGH | BST | STL | TBR | LOU | BST | RIC | ORL | BST | TOR | ROC | CLT | CHS | STL | ORL | TBR | RIC | LOU | HAR | ROC | ORL | LOU | NYR | OTT | PGH | HAR | NYR | STL | CLT | OTT | TOR |
| FC Cincinnati | 1–2 | 1–0 | 0–2 | 4–0 | 1–1 | 1–1 | 0–1 | 1–1 | 0–2 | 2–1 | 1–0 | 0–1 | 1–1 | 2–2 | 2–0 | 1–1 | 0–2 | 2–0 | 3-2 | 3–0 | 2–3 | 2–2 | 0–5 | 0–4 | 3–1 | 1–1 | 1–1 | 4–2 | 2–2 | 1–0 | 0–4 | 4–3 |
| Harrisburg City Islanders | RIC | NYR | BST | ORL | PGH | NYR | RIC | CHS | PGH | BST | OTT | CLT | BST | LOU | TOR | ROC | NYR | RIC | CLT | CIN | ORL | TBR | ROC | PGH | LOU | TBR | STL | CIN | TOR | OTT | STL | CHS |
| Harrisburg City Islanders | 0–1 | 1–0 | 3–2 | 1–1 | 0–1 | 1–3 | 0–0 | 2–2 | 0–0 | 1–3 | 0–1 | 0–2 | 0–1 | 1–0 | 4–3 | 0–1 | 2–0 | 1–0 | 1–1 | 0–3 | 0–0 | 0–3 | 0–1 | 0–3 | 0–5 | 2–3 | 2–1 | 1–1 | 2–1 | 1–0 | 2–0 | 0–4 |
| Los Angeles Galaxy II | VAN | SAN | PHX | SEA | OCO | OCO | SLC | NYR | RGV | PHX | SEA | COS | RGV | SAC | SPR | RNO | POR | TUL | OKC | OCO | PHX | COS | VAN | RGV | RNO | SAN | SAC | TUL | SPR | OKC | POR | SLC |
| Los Angeles Galaxy II | 2–0 | 0–3 | 1–2 | 1–2 | 1–1 | 0–4 | 0–3 | 2–1 | 1–1 | 1–2 | 0–3 | 1–2 | 1–0 | 2–3 | 0–1 | 0–9 | 4–3 | 2–2 | 1–1 | 1–0 | 0–2 | 2–1 | 1–2 | 1–0 | 1–2 | 1–1 | 1–2 | 0–1 | 0–3 | 0–3 | 3–2 | 1–2 |
| Louisville City FC | STL | ORL | RIC | TBR | CIN | TOR | TBR | PGH | CHS | CLT | NYR | PGH | HAR | OTT | CHS | CIN | STL | NYR | CLT | CIN | BST | HAR | ORL | CHS | PGH | BST | ROC | OTT | TOR | ROC | CLT | RIC |
| Louisville City FC | 0–0 | 3–1 | 1–0 | 2–1 | 1–1 | 0–0 | 0–2 | 1–0 | 4–4 | 1–0 | 3–0 | 3–0 | 0–1 | 2–1 | 1–1 | 2-3 | 4–1 | 2–1 | 1-3 | 5–0 | 3–1 | 5–0 | 0–3 | 1–0 | 3–0 | 2–2 | 2–1 | 1–1 | 0–1 | 0–0 | 2–1 | 3–1 |
| New York Red Bulls II | PGH | RIC | HAR | STL | ORL | ROC | HAR | CLT | LAG | OTT | CHS | RIC | LOU | BST | OTT | STL | BST | HAR | CLT | TOR | LOU | ROC | CHS | CIN | OTT | TBR | TOR | CIN | PGH | TBR | ORL | ROC |
| New York Red Bulls II | 3–3 | 1–0 | 0–1 | 2–3 | 3–1 | 2–2 | 3–1 | 1–5 | 1–2 | 3–4 | 2–1 | 1–0 | 0–3 | 0–2 | 2–2 | 1–0 | 0–2 | 0–2 | 2–3 | 1–0 | 1–2 | 2–1 | 1–1 | 4–0 | 2–2 | 4–2 | 2–1 | 2–4 | 2–0 | 2–3 | 6–5 | 1–2 |
| Oklahoma City Energy | SPR | COS | RGV | SAC | RGV | PHX | OCO | POR | COS | PHX | SAN | POR | SEA | VAN | SLC | TUL | SAN | COS | LAG | RNO | SLC | TUL | SAN | OCO | SPR | VAN | TUL | RNO | SAC | LAG | SPR | SEA |
| Oklahoma City Energy | 1–3 | 1–1 | 0–1 | 1–0 | 0–3 | 1–2 | 1–0 | 2–1 | 0–1 | 3–2 | 0–0 | 3–1 | 2–3 | 2–2 | 1–3 | 1–2 | 1–1 | 4–3 | 1–1 | 1–0 | 2–0 | 1–2 | 0–0 | 2–1 | 0–2 | 0–0 | 2–0 | 0–3 | 3–1 | 3–0 | 4–1 | 3–1 |
| Orange County SC | RNO | SAC | POR | LAG | LAG | TUL | OKC | SLC | SEA | POR | PHX | SEA | RGV | RGV | VAN | LAG | SAN | COS | SPR | TUL | PHX | OKC | RNO | PHX | SPR | SAN | VAN | SLC | COS | SAC | RNO | VAN |
| Orange County SC | 2–0 | 0–4 | 2–1 | 1–1 | 4–0 | 0–4 | 0–1 | 0–1 | 4–3 | 3–3 | 1–1 | 2–1 | 1–1 | 4–0 | 1–0 | 0–1 | 1–1 | 0–4 | 1–1 | 0–0 | 1–1 | 1–2 | 1–3 | 0–0 | 2–1 | 0–1 | 2–1 | 0–0 | 1–2 | 3–1 | 1–4 | 4–3 |
| Orlando City B | TBR | LOU | TOR | CLT | NYR | HAR | BST | STL | CIN | CLT | PGH | ROC | TOR | OTT | ROC | CIN | PGH | TBR | CHS | HAR | CIN | RIC | OTT | CLT | LOU | BST | RIC | STL | CHS | RIC | NYR | TBR |
| Orlando City B | 0–1 | 1–3 | 3–1 | 1–1 | 1–3 | 1–1 | 2–0 | 0–0 | 2–0 | 1–3 | 2–1 | 1–1 | 0–1 | 0–1 | 1–0 | 1–1 | 0–0 | 1–1 | 0–0 | 0–0 | 2–2 | 1–0 | 3–0 | 1–1 | 3–0 | 1–1 | 0–2 | 0–2 | 2–1 | 1–0 | 5–6 | 0–2 |
| Ottawa Fury | STL | TBR | RIC | TOR | CHS | TBR | PGH | NYR | RIC | BST | HAR | ROC | ORL | NYR | LOU | TOR | ROC | TOR | BST | CLT | ORL | TBR | CIN | NYR | STL | ROC | CLT | LOU | HAR | CHS | CIN | PGH |
| Ottawa Fury | 2–3 | 0–1 | 1–0 | 1–1 | 2–2 | 0–0 | 0–1 | 4–3 | 5–3 | 1–1 | 1–0 | 0–1 | 1–0 | 2–2 | 1–2 | 0–1 | 1–1 | 2–0 | 1–2 | 3–1 | 0–3 | 1–1 | 1–3 | 2–2 | 2–2 | 1–1 | 1–1 | 1–1 | 0–1 | 1–1 | 4–0 | 1–1 |
| Phoenix Rising | TOR | SLC | LAG | SPR | RNO | OKC | SAN | LAG | OKC | VAN | SPR | SLC | RNO | OCO | COS | TUL | SAN | LAG | RGV | OCO | SAC | SEA | OCO | COS | SLC | SEA | VAN | POR | SAC | TUL | RGV | POR |
| Phoenix Rising | 0–1 | 0–2 | 2–1 | 4–3 | 0–4 | 2–1 | 0–1 | 2–1 | 2–3 | 2–1 | 2–2 | 1–1 | 0–0 | 1–1 | 2–1 | 0–3 | 0–1 | 2–0 | 1–1 | 1–1 | 3–1 | 2–0 | 0–0 | 2–1 | 2–0 | 1–0 | 4–0 | 2–0 | 0–2 | 4–3 | 2–0 | 4–1 |
| Pittsburgh Riverhounds | NYR | CIN | CHS | STL | CLT | RIC | HAR | TOR | OTT | LOU | HAR | ORL | TOR | LOU | TBR | CLT | ORL | BST | ROC | CHS | TBR | RIC | HAR | STL | BST | CIN | LOU | ROC | BST | NYR | ROC | OTT |
| Pittsburgh Riverhounds | 3–3 | 0–1 | 2–1 | 1–2 | 1–1 | 1–2 | 1–0 | 1–0 | 1–0 | 0–1 | 0–0 | 1–2 | 1–1 | 0–3 | 2–0 | 1–3 | 0–0 | 1–1 | 0–0 | 2–2 | 0–2 | 1–1 | 3–0 | 2–1 | 3–2 | 1–1 | 0–3 | 1–1 | 2–3 | 0–2 | 0–2 | 1–1 |
| Portland Timbers 2 | SLC | SPR | SEA | OCO | VAN | SAC | SAN | SEA | COS | OKC | TUL | VAN | SLC | OKC | RNO | OCO | LAG | SPR | RNO | RGV | COS | SAC | SEA | RGV | TUL | SLC | RNO | PHX | VAN | LAG | SAN | PHX |
| Portland Timbers 2 | 1–2 | 0–1 | 1–2 | 1–2 | 0–1 | 2–0 | 0–4 | 0–2 | 0–0 | 1–2 | 1–3 | 0–1 | 0–2 | 1–3 | 0–2 | 3–3 | 3–4 | 0–1 | 1–1 | 2–1 | 1–4 | 0–1 | 1–2 | 1–1 | 1–1 | 0–0 | 1–6 | 0–2 | 1–0 | 2–3 | 1–2 | 1–4 |
| Real Monarchs | POR | PHX | RNO | COS | SEA | SPR | LAG | SAC | COS | VAN | OCO | POR | RNO | PHX | TUL | OKC | SEA | SAN | RGV | TUL | OKC | COS | SPR | RGV | SAN | POR | PHX | OCO | SAC | RNO | VAN | LAG |
| Real Monarchs | 2–1 | 2–0 | 5–3 | 1–2 | 3–1 | 2–1 | 3–0 | 2–0 | 4–1 | 2–1 | 1–0 | 2–0 | 2–1 | 1–1 | 0–2 | 3–1 | 4–1 | 2–2 | 2–1 | 0–0 | 0–2 | 2–0 | 2–2 | 2–1 | 1–2 | 0–0 | 0–2 | 0–0 | 2–0 | 3–0 | 1–1 | 2–1 |
| Reno 1868 FC | OCO | VAN | SLC | SAN | COS | PHX | SEA | TUL | COS | RGV | SAC | SLC | POR | PHX | LAG | VAN | POR | SPR | OKC | TUL | SAN | SAC | SPR | OCO | LAG | SEA | RGV | OKC | POR | SLC | OCO | SAC |
| Reno 1868 FC | 0–2 | 1–1 | 3–5 | 0–4 | 2–2 | 4–0 | 6–0 | 4–0 | 3–3 | 3–2 | 2–0 | 1–2 | 2–0 | 0–0 | 9–0 | 1–1 | 1–1 | 4–1 | 0–1 | 3–2 | 2–0 | 2–1 | 1–0 | 3–1 | 2–1 | 1–1 | 0–1 | 3–0 | 6–1 | 0–3 | 4–1 | 2–2 |
| Richmond Kickers | HAR | NYR | LOU | OTT | PGH | TBR | CIN | HAR | ROC | TOR | OTT | NYR | CHS | TBR | CLT | BST | CIN | HAR | BST | CLT | STL | PGH | ORL | TOR | CHS | CLT | ORL | CHS | ROC | ORL | STL | LOU |
| Richmond Kickers | 1–0 | 0–1 | 0–1 | 0–1 | 2–1 | 0–1 | 1–1 | 0–0 | 1–1 | 0–0 | 3–5 | 0–1 | 0–1 | 1–1 | 0–2 | 1–1 | 0–2 | 0–1 | 3–2 | 0–0 | 0–1 | 1–1 | 0–1 | 2–1 | 3–1 | 0–3 | 2–0 | 0–1 | 1–0 | 0–1 | 1–0 | 1–3 |
| Rio Grande Valley FC | SAN | TUL | OKC | COS | TUL | OKC | SPR | LAG | SAC | RNO | SEA | LAG | SAC | COS | SPR | OCO | OCO | SLC | POR | VAN | SEA | PHX | VAN | SLC | POR | LAG | SAN | RNO | SAC | SPR | PHX | SAN |
| Rio Grande Valley FC | 0–1 | 0–1 | 1–0 | 3–1 | 0–1 | 3–0 | 1–0 | 1–1 | 0–0 | 2–3 | 3–1 | 0–1 | 2–6 | 1–0 | 0–4 | 1–1 | 0–4 | 1–2 | 1–2 | 3–3 | 4–3 | 1–1 | 1–1 | 1–2 | 1–1 | 0–1 | 1–2 | 1–0 | 1–0 | 2–2 | 0–2 | 1–3 |
| Rochester Rhinos | BST | TOR | CHS | NYR | CLT | RIC | TBR | CIN | ORL | TBR | OTT | ORL | CLT | STL | HAR | OTT | PGH | TOR | CIN | NYR | HAR | CHS | STL | TOR | OTT | PGH | LOU | RIC | LOU | PGH | BST | NYR |
| Rochester Rhinos | 3–2 | 0–0 | 0–5 | 2–2 | 4–0 | 1–1 | 1–0 | 1–0 | 1–1 | 1–1 | 1–0 | 0–1 | 1–2 | 0–0 | 1–0 | 1–1 | 0–0 | 2–0 | 3–2 | 1–2 | 1–0 | 0–1 | 2–1 | 1–0 | 1–1 | 1–1 | 1–2 | 0–1 | 0–0 | 2–0 | 1–0 | 2–1 |
| Sacramento Republic | SEA | OCO | TUL | OKC | SPR | POR | VAN | SAN | SLC | TUL | SEA | RGV | RNO | VAN | RGV | LAG | SAN | SEA | VAN | POR | RNO | SPR | PHX | COS | RGV | LAG | OKC | SLC | PHX | OCO | COS | RNO |
| Sacramento Republic | 2–1 | 4–0 | 2–1 | 0–1 | 0–1 | 0–2 | 0–0 | 0–1 | 0–2 | 3–2 | 2–2 | 0–0 | 0–2 | 2–1 | 6–2 | 3–2 | 1–1 | 2–0 | 1–0 | 1–0 | 1–2 | 2–2 | 1–3 | 2–2 | 2–1 | 2–1 | 1–3 | 0–2 | 2–0 | 1–3 | 0–1 | 2–2 |
| Saint Louis FC | LOU | OTT | NYR | PGH | CIN | CLT | ORL | CHS | TBR | TOR | BST | CIN | NYR | ROC | CLT | CHS | LOU | RIC | SPR | TUL | TBR | PGH | TUL | ROC | TOR | OTT | HAR | ORL | CIN | HAR | RIC | BST |
| Saint Louis FC | 0–0 | 3–2 | 3–2 | 2–1 | 0–4 | 1–2 | 0–0 | 0–1 | 1–1 | 2–0 | 1–2 | 0–2 | 0–1 | 0–0 | 1–5 | 1–0 | 1–4 | 1–0 | 0–0 | 1–2 | 4–3 | 1–2 | 2–1 | 1–2 | 1–1 | 2–2 | 1–2 | 2–0 | 2–2 | 0–2 | 0–1 | 1-1 |
| San Antonio FC | RGV | LAG | COS | RNO | VAN | SEA | POR | SAC | SEA | PHX | SPR | SPR | OKC | TUL | COS | SAC | OKC | SLC | PHX | OCO | RNO | OKC | VAN | SLC | LAG | OCO | SPR | RGV | TUL | TBR | POR | RGV |
| San Antonio FC | 1–0 | 3–0 | 1–1 | 4–0 | 2–1 | 3–2 | 4–0 | 1–0 | 0–0 | 1–0 | 1–0 | 0–0 | 0–0 | 3–1 | 0–1 | 1–1 | 1–1 | 2–2 | 1–0 | 1–1 | 0–2 | 0–0 | 1–0 | 2–1 | 1–1 | 1–0 | 2–5 | 0–1 | 2–0 | 1–1 | 2–1 | 3–1 |
| Seattle Sounders 2 | SAC | POR | VAN | LAG | SLC | SAN | COS | POR | SAN | RNO | SAC | LAG | RGV | OKC | OCO | VAN | SLC | OCO | SPR | SAC | COS | RGV | VAN | POR | TUL | PHX | RNO | COS | PHX | TUL | SPR | OKC |
| Seattle Sounders 2 | 1–2 | 2–1 | 0–3 | 2–1 | 1–3 | 2–3 | 3–2 | 2–0 | 0–0 | 0–6 | 2–2 | 3–0 | 1–3 | 3–2 | 3–4 | 2–0 | 1–4 | 1–2 | 0–2 | 0–2 | 1–2 | 3–4 | 3–0 | 2–1 | 0–1 | 0–2 | 1–1 | 1–1 | 0–1 | 0–1 | 1–2 | 1–3 |
| Swope Park Rangers | OKC | POR | SAC | PHX | SLC | VAN | RGV | SAN | SAN | TUL | PHX | COS | TUL | LAG | RGV | VAN | POR | SEA | SPR | STL | OCO | SLC | SAC | RNO | OKC | OCO | SAN | COS | LAG | RGV | OKC | SEA |
| Swope Park Rangers | 3–1 | 1–0 | 1–0 | 3–4 | 1–2 | 3–1 | 0–1 | 0–1 | 0–0 | 3–1 | 2–2 | 2–1 | 2–1 | 1–0 | 4–0 | 1–0 | 1–0 | 2–0 | 1–4 | 0–0 | 1–1 | 2–2 | 2–2 | 0–1 | 2–0 | 1–2 | 5–2 | 3–1 | 3–0 | 2–2 | 1–4 | 2–1 |
| Tampa Bay Rowdies | ORL | TOR | OTT | LOU | CIN | CHS | RIC | OTT | LOU | TOR | ROC | STL | CLT | ROC | RIC | PIT | CHS | CIN | ORL | CHS | PGH | HAR | STL | OTT | NYR | HAR | CLT | BST | BST | NYR | SAN | ORL |
| Tampa Bay Rowdies | 1–0 | 4–0 | 1–0 | 1–2 | 1–1 | 2–3 | 1–0 | 0–0 | 2–0 | 3–1 | 0–1 | 1–1 | 2–2 | 1–1 | 1–1 | 0–2 | 0–2 | 2–0 | 1–1 | 2–0 | 2–0 | 3–0 | 3–4 | 1–1 | 2–4 | 3–2 | 1–0 | 2–2 | 1–1 | 3–2 | 1–1 | 2–0 |
| Toronto FC II | PHX | TBR | ORL | ROC | OTT | LOU | PGH | BST | TBR | RIC | CIN | STL | PGH | ORL | CHS | HAR | OTT | NYR | ROC | OTT | CHS | CLT | BST | RIC | CLT | STL | ROC | NYR | HAR | LOU | BST | CIN |
| Toronto FC II | 1–0 | 0–4 | 1–3 | 0–0 | 1–1 | 0–0 | 0–1 | 0–1 | 1–3 | 0–0 | 0–1 | 0–2 | 1–1 | 1–0 | 1–6 | 3–4 | 1–0 | 0–1 | 0–2 | 0–2 | 1–0 | 2–2 | 1–3 | 1–2 | 3–2 | 1–1 | 0–1 | 1–2 | 1–2 | 1–0 | 2–4 | 3–4 |
| Tulsa Roughnecks | COS | RGV | SAC | RGV | COS | VAN | OCO | SAC | RNO | POR | SPR | SAN | SPR | SLC | OKC | LAG | PHX | SLC | RNO | STL | OKC | OCO | STL | SEA | POR | VAN | OKC | LAG | SAN | PHX | SEA | COS |
| Tulsa Roughnecks | 0–3 | 1–0 | 1–2 | 1–0 | 0–3 | 3–1 | 4–0 | 2–3 | 0–4 | 3–1 | 1–3 | 1–3 | 1–2 | 2–0 | 2–1 | 2–2 | 3–0 | 0–0 | 2–3 | 2–1 | 2–1 | 0–0 | 1–2 | 1–0 | 1–1 | 3–1 | 0–2 | 1–0 | 0–2 | 3–4 | 1–0 | 2–4 |
| Vancouver Whitecaps 2 | LAG | RNO | SEA | POR | SAN | SAC | SPR | TUL | COS | SLC | POR | PHX | SAC | OKC | SEA | COS | SPR | RNO | OCO | RGV | SAC | SEA | RGV | SAN | LAG | TUL | OKC | OCO | PHX | POR | SLC | OCO |
| Vancouver Whitecaps 2 | 0–2 | 1–1 | 3–0 | 1–0 | 1–2 | 0–0 | 1–3 | 1–3 | 3–1 | 1–2 | 1–0 | 1–2 | 1–2 | 2–2 | 0–2 | 2–2 | 0–1 | 1–1 | 0–1 | 3–3 | 0–1 | 0–3 | 1–1 | 0–1 | 2–1 | 1–3 | 0–0 | 1–2 | 0–4 | 0–1 | 1–1 | 3–4 |

## Séries éliminatoires

Logo des séries 2017 de la USL.

### Règlement
Seize équipes se qualifient pour les séries éliminatoires (soit huit équipes par conférence). Le format des séries est une phase à élimination directe. Pour toutes les rencontres, c'est l'équipe la mieux classée en saison régulière qui accueille son adversaire.
Le Championnat de la USL a lieu sur le terrain de la meilleure équipe en phase régulière.
Cette finale se déroule en un seul match, avec prolongations et tirs au but pour départager, si nécessaire, les équipes.

### Tableau
|  | Premier tour                       | Premier tour                       | Premier tour                | Premier tour                |                                    |                                    | Demi-finales de conférence | Demi-finales de conférence | Demi-finales de conférence | Demi-finales de conférence |  |  | Finales de conférence | Finales de conférence | Finales de conférence | Finales de conférence |  |  | Coupe USL 2017                    | Coupe USL 2017                    | Coupe USL 2017                    | Coupe USL 2017                    |
|  |                                    |                                    |                             |                             |                                    |                                    |                            |                            |                            |                            |  |  |                       |                       |                       |                       |  |  |                                   |                                   |                                   |                                   |
|  | 20 octobre 2017                    | 20 octobre 2017                    | 20 octobre 2017             | 20 octobre 2017             |                                    |                                    | 28 octobre 2017            | 28 octobre 2017            | 28 octobre 2017            | 28 octobre 2017            |  |  | 4 novembre 2017       | 4 novembre 2017       | 4 novembre 2017       | 4 novembre 2017       |  |  | 13 novembre 2017 au Slugger Field | 13 novembre 2017 au Slugger Field | 13 novembre 2017 au Slugger Field | 13 novembre 2017 au Slugger Field |
|  | E1 Louisville City FC              | E1 Louisville City FC              | 4                           | 4                           |                                    |                                    | 28 octobre 2017            | 28 octobre 2017            | 28 octobre 2017            | 28 octobre 2017            |  |  | 4 novembre 2017       | 4 novembre 2017       | 4 novembre 2017       | 4 novembre 2017       |  |  | 13 novembre 2017 au Slugger Field | 13 novembre 2017 au Slugger Field | 13 novembre 2017 au Slugger Field | 13 novembre 2017 au Slugger Field |
|  | E1 Louisville City FC              | E1 Louisville City FC              | 4                           | 4                           |                                    |                                    | 28 octobre 2017            | 28 octobre 2017            | 28 octobre 2017            | 28 octobre 2017            |  |  | 4 novembre 2017       | 4 novembre 2017       | 4 novembre 2017       | 4 novembre 2017       |  |  | 13 novembre 2017 au Slugger Field | 13 novembre 2017 au Slugger Field | 13 novembre 2017 au Slugger Field | 13 novembre 2017 au Slugger Field |
|  | E8 Steel de Bethlehem              | E8 Steel de Bethlehem              | 0                           | 0                           |                                    |                                    | 28 octobre 2017            | 28 octobre 2017            | 28 octobre 2017            | 28 octobre 2017            |  |  | 4 novembre 2017       | 4 novembre 2017       | 4 novembre 2017       | 4 novembre 2017       |  |  | 13 novembre 2017 au Slugger Field | 13 novembre 2017 au Slugger Field | 13 novembre 2017 au Slugger Field | 13 novembre 2017 au Slugger Field |
|  | E8 Steel de Bethlehem              | E8 Steel de Bethlehem              | 0                           | 0                           | E1 Louisville City FC              | E1 Louisville City FC              | 1                          | 1                          |                            |                            |  |  | 4 novembre 2017       | 4 novembre 2017       | 4 novembre 2017       | 4 novembre 2017       |  |  | 13 novembre 2017 au Slugger Field | 13 novembre 2017 au Slugger Field | 13 novembre 2017 au Slugger Field | 13 novembre 2017 au Slugger Field |
|  | 21 octobre 2017                    |                                    |                             |                             | E1 Louisville City FC              | E1 Louisville City FC              | 1                          | 1                          |                            |                            |  |  | 4 novembre 2017       | 4 novembre 2017       | 4 novembre 2017       | 4 novembre 2017       |  |  | 13 novembre 2017 au Slugger Field | 13 novembre 2017 au Slugger Field | 13 novembre 2017 au Slugger Field | 13 novembre 2017 au Slugger Field |
|  |                                    |                                    | E4 Rhinos de Rochester      | E4 Rhinos de Rochester      | 0                                  | 0                                  |                            |                            |                            |                            |  |  | 4 novembre 2017       | 4 novembre 2017       | 4 novembre 2017       | 4 novembre 2017       |  |  | 13 novembre 2017 au Slugger Field | 13 novembre 2017 au Slugger Field | 13 novembre 2017 au Slugger Field | 13 novembre 2017 au Slugger Field |
|  | E4 Rhinos de Rochester             | E4 Rhinos de Rochester             | E4 Rhinos de Rochester      | E4 Rhinos de Rochester      | 0                                  | 0                                  | 2ap                        | 2ap                        |                            |                            |  |  | 4 novembre 2017       | 4 novembre 2017       | 4 novembre 2017       | 4 novembre 2017       |  |  | 13 novembre 2017 au Slugger Field | 13 novembre 2017 au Slugger Field | 13 novembre 2017 au Slugger Field | 13 novembre 2017 au Slugger Field |
|  | E4 Rhinos de Rochester             | E4 Rhinos de Rochester             | 28 octobre 2017             |                             |                                    |                                    | 2ap                        | 2ap                        |                            |                            |  |  | 4 novembre 2017       | 4 novembre 2017       | 4 novembre 2017       | 4 novembre 2017       |  |  | 13 novembre 2017 au Slugger Field | 13 novembre 2017 au Slugger Field | 13 novembre 2017 au Slugger Field | 13 novembre 2017 au Slugger Field |
|  | E5 Independence de Charlotte       | E5 Independence de Charlotte       | 1                           | 1                           |                                    |                                    |                            |                            |                            |                            |  |  | 4 novembre 2017       | 4 novembre 2017       | 4 novembre 2017       | 4 novembre 2017       |  |  | 13 novembre 2017 au Slugger Field | 13 novembre 2017 au Slugger Field | 13 novembre 2017 au Slugger Field | 13 novembre 2017 au Slugger Field |
|  | E5 Independence de Charlotte       | E5 Independence de Charlotte       | 1                           | 1                           | E1 Louisville City FC t. a. b.     | E1 Louisville City FC t. a. b.     | 1 (4)                      | 1 (4)                      |                            |                            |  |  |                       |                       |                       |                       |  |  | 13 novembre 2017 au Slugger Field | 13 novembre 2017 au Slugger Field | 13 novembre 2017 au Slugger Field | 13 novembre 2017 au Slugger Field |
|  | 21 octobre 2017                    |                                    |                             |                             | E1 Louisville City FC t. a. b.     | E1 Louisville City FC t. a. b.     | 1 (4)                      | 1 (4)                      |                            |                            |  |  |                       |                       |                       |                       |  |  | 13 novembre 2017 au Slugger Field | 13 novembre 2017 au Slugger Field | 13 novembre 2017 au Slugger Field | 13 novembre 2017 au Slugger Field |
|  |                                    |                                    | E7 Red Bulls II de New York | E7 Red Bulls II de New York | 1 (3)                              | 1 (3)                              |                            |                            |                            |                            |  |  |                       |                       |                       |                       |  |  | 13 novembre 2017 au Slugger Field | 13 novembre 2017 au Slugger Field | 13 novembre 2017 au Slugger Field | 13 novembre 2017 au Slugger Field |
|  | E3 Rowdies de Tampa Bay            | E3 Rowdies de Tampa Bay            | E7 Red Bulls II de New York | E7 Red Bulls II de New York | 1 (3)                              | 1 (3)                              | 3                          | 3                          |                            |                            |  |  |                       |                       |                       |                       |  |  | 13 novembre 2017 au Slugger Field | 13 novembre 2017 au Slugger Field | 13 novembre 2017 au Slugger Field | 13 novembre 2017 au Slugger Field |
|  | E3 Rowdies de Tampa Bay            | E3 Rowdies de Tampa Bay            | 4 novembre 2017             |                             |                                    |                                    | 3                          | 3                          |                            |                            |  |  |                       |                       |                       |                       |  |  | 13 novembre 2017 au Slugger Field | 13 novembre 2017 au Slugger Field | 13 novembre 2017 au Slugger Field | 13 novembre 2017 au Slugger Field |
|  | E6 FC Cincinnati                   | E6 FC Cincinnati                   | 0                           | 0                           |                                    |                                    |                            |                            |                            |                            |  |  |                       |                       |                       |                       |  |  | 13 novembre 2017 au Slugger Field | 13 novembre 2017 au Slugger Field | 13 novembre 2017 au Slugger Field | 13 novembre 2017 au Slugger Field |
|  | E6 FC Cincinnati                   | E6 FC Cincinnati                   | 0                           | 0                           | E3 Rowdies de Tampa Bay            | E3 Rowdies de Tampa Bay            | 1                          | 1                          |                            |                            |  |  |                       |                       |                       |                       |  |  | 13 novembre 2017 au Slugger Field | 13 novembre 2017 au Slugger Field | 13 novembre 2017 au Slugger Field | 13 novembre 2017 au Slugger Field |
|  | 21 octobre 2017                    |                                    |                             |                             | E3 Rowdies de Tampa Bay            | E3 Rowdies de Tampa Bay            | 1                          | 1                          |                            |                            |  |  |                       |                       |                       |                       |  |  | 13 novembre 2017 au Slugger Field | 13 novembre 2017 au Slugger Field | 13 novembre 2017 au Slugger Field | 13 novembre 2017 au Slugger Field |
|  |                                    |                                    | E7 Red Bulls II de New York | E7 Red Bulls II de New York | 2ap                                | 2ap                                |                            |                            |                            |                            |  |  |                       |                       |                       |                       |  |  | 13 novembre 2017 au Slugger Field | 13 novembre 2017 au Slugger Field | 13 novembre 2017 au Slugger Field | 13 novembre 2017 au Slugger Field |
|  | E2 Battery de Charleston           | E2 Battery de Charleston           | E7 Red Bulls II de New York | E7 Red Bulls II de New York | 2ap                                | 2ap                                | 0                          | 0                          |                            |                            |  |  |                       |                       |                       |                       |  |  | 13 novembre 2017 au Slugger Field | 13 novembre 2017 au Slugger Field | 13 novembre 2017 au Slugger Field | 13 novembre 2017 au Slugger Field |
|  | E2 Battery de Charleston           | E2 Battery de Charleston           | 28 octobre 2017             |                             |                                    |                                    | 0                          | 0                          |                            |                            |  |  |                       |                       |                       |                       |  |  | 13 novembre 2017 au Slugger Field | 13 novembre 2017 au Slugger Field | 13 novembre 2017 au Slugger Field | 13 novembre 2017 au Slugger Field |
|  | E7 Red Bulls II de New York        | E7 Red Bulls II de New York        | 4                           | 4                           |                                    |                                    |                            |                            |                            |                            |  |  |                       |                       |                       |                       |  |  | 13 novembre 2017 au Slugger Field | 13 novembre 2017 au Slugger Field | 13 novembre 2017 au Slugger Field | 13 novembre 2017 au Slugger Field |
|  | E7 Red Bulls II de New York        | E7 Red Bulls II de New York        | 4                           | 4                           | E1 Louisville City FC              | E1 Louisville City FC              | 1                          | 1                          |                            |                            |  |  |                       |                       |                       |                       |  |  |                                   |                                   |                                   |                                   |
|  | 20 octobre 2017                    |                                    |                             |                             | E1 Louisville City FC              | E1 Louisville City FC              | 1                          | 1                          |                            |                            |  |  |                       |                       |                       |                       |  |  |                                   |                                   |                                   |                                   |
|  |                                    |                                    | O4 Rangers de Swope Park    | O4 Rangers de Swope Park    | 0                                  | 0                                  |                            |                            |                            |                            |  |  |                       |                       |                       |                       |  |  |                                   |                                   |                                   |                                   |
|  | O1 Real Monarchs                   | O1 Real Monarchs                   | O4 Rangers de Swope Park    | O4 Rangers de Swope Park    | 0                                  | 0                                  | 1 (1)                      | 1 (1)                      |                            |                            |  |  |                       |                       |                       |                       |  |  |                                   |                                   |                                   |                                   |
|  | O1 Real Monarchs                   | O1 Real Monarchs                   |                             |                             |                                    |                                    |                            | 1 (1)                      |                            |                            |  |  |                       |                       |                       |                       |  |  |                                   |                                   |                                   |                                   |
|  | O8 Republic de Sacramento t. a. b. | O8 Republic de Sacramento t. a. b. | 1 (3)                       | 1 (3)                       |                                    |                                    |                            |                            |                            |                            |  |  |                       |                       |                       |                       |  |  |                                   |                                   |                                   |                                   |
|  | O8 Republic de Sacramento t. a. b. | O8 Republic de Sacramento t. a. b. | 1 (3)                       | 1 (3)                       | O8 Republic de Sacramento          | O8 Republic de Sacramento          | 0                          | 0                          |                            |                            |  |  |                       |                       |                       |                       |  |  |                                   |                                   |                                   |                                   |
|  | 21 octobre 2017                    |                                    |                             |                             | O8 Republic de Sacramento          | O8 Republic de Sacramento          | 0                          | 0                          |                            |                            |  |  |                       |                       |                       |                       |  |  |                                   |                                   |                                   |                                   |
|  |                                    |                                    | O4 Rangers de Swope Park    | O4 Rangers de Swope Park    | 1                                  | 1                                  |                            |                            |                            |                            |  |  |                       |                       |                       |                       |  |  |                                   |                                   |                                   |                                   |
|  | O4 Rangers de Swope Park t. a. b.  | O4 Rangers de Swope Park t. a. b.  | O4 Rangers de Swope Park    | O4 Rangers de Swope Park    | 1                                  | 1                                  | 1 (4)                      | 1 (4)                      |                            |                            |  |  |                       |                       |                       |                       |  |  |                                   |                                   |                                   |                                   |
|  | O4 Rangers de Swope Park t. a. b.  | O4 Rangers de Swope Park t. a. b.  | 28 octobre 2017             |                             |                                    |                                    | 1 (4)                      | 1 (4)                      |                            |                            |  |  |                       |                       |                       |                       |  |  |                                   |                                   |                                   |                                   |
|  | O5 Rising de Phoenix               | O5 Rising de Phoenix               | 1 (2)                       | 1 (2)                       |                                    |                                    |                            |                            |                            |                            |  |  |                       |                       |                       |                       |  |  |                                   |                                   |                                   |                                   |
|  | O5 Rising de Phoenix               | O5 Rising de Phoenix               | 1 (2)                       | 1 (2)                       | O4 Rangers de Swope Park t. a. b.  | O4 Rangers de Swope Park t. a. b.  | 0 (7)                      | 0 (7)                      |                            |                            |  |  |                       |                       |                       |                       |  |  |                                   |                                   |                                   |                                   |
|  | 21 octobre 2017                    |                                    |                             |                             | O4 Rangers de Swope Park t. a. b.  | O4 Rangers de Swope Park t. a. b.  | 0 (7)                      | 0 (7)                      |                            |                            |  |  |                       |                       |                       |                       |  |  |                                   |                                   |                                   |                                   |
|  |                                    |                                    | O6 Energy d'Oklahoma City   | O6 Energy d'Oklahoma City   | 0 (6)                              | 0 (6)                              |                            |                            |                            |                            |  |  |                       |                       |                       |                       |  |  |                                   |                                   |                                   |                                   |
|  | O3 Reno 1868                       | O3 Reno 1868                       | O6 Energy d'Oklahoma City   | O6 Energy d'Oklahoma City   | 0 (6)                              | 0 (6)                              | 0                          | 0                          |                            |                            |  |  |                       |                       |                       |                       |  |  |                                   |                                   |                                   |                                   |
|  | O3 Reno 1868                       | O3 Reno 1868                       |                             |                             |                                    |                                    |                            | 0                          |                            |                            |  |  |                       |                       |                       |                       |  |  |                                   |                                   |                                   |                                   |
|  | O6 Energy d'Oklahoma City          | O6 Energy d'Oklahoma City          | 1                           | 1                           |                                    |                                    |                            |                            |                            |                            |  |  |                       |                       |                       |                       |  |  |                                   |                                   |                                   |                                   |
|  | O6 Energy d'Oklahoma City          | O6 Energy d'Oklahoma City          | 1                           | 1                           | O6 Energy d'Oklahoma City t. a. b. | O6 Energy d'Oklahoma City t. a. b. | 1 (4)                      | 1 (4)                      |                            |                            |  |  |                       |                       |                       |                       |  |  |                                   |                                   |                                   |                                   |
|  | 21 octobre 2017                    |                                    |                             |                             | O6 Energy d'Oklahoma City t. a. b. | O6 Energy d'Oklahoma City t. a. b. | 1 (4)                      | 1 (4)                      |                            |                            |  |  |                       |                       |                       |                       |  |  |                                   |                                   |                                   |                                   |
|  |                                    |                                    | O2 San Antonio FC           | O2 San Antonio FC           | 1 (1)                              | 1 (1)                              |                            |                            |                            |                            |  |  |                       |                       |                       |                       |  |  |                                   |                                   |                                   |                                   |
|  | O2 San Antonio FC                  | O2 San Antonio FC                  | O2 San Antonio FC           | O2 San Antonio FC           | 1 (1)                              | 1 (1)                              | 2                          | 2                          |                            |                            |  |  |                       |                       |                       |                       |  |  |                                   |                                   |                                   |                                   |
|  | O2 San Antonio FC                  | O2 San Antonio FC                  |                             |                             |                                    |                                    |                            | 2                          |                            |                            |  |  |                       |                       |                       |                       |  |  |                                   |                                   |                                   |                                   |
|  | O7 Roughnecks de Tulsa             | O7 Roughnecks de Tulsa             | 1                           | 1                           |                                    |                                    |                            |                            |                            |                            |  |  |                       |                       |                       |                       |  |  |                                   |                                   |                                   |                                   |
|  | O7 Roughnecks de Tulsa             | O7 Roughnecks de Tulsa             | 1                           | 1                           |                                    |                                    |                            |                            |                            |                            |  |  |                       |                       |                       |                       |  |  |                                   |                                   |                                   |                                   |
|  |                                    |                                    |                             |                             |                                    |                                    |                            |                            |                            |                            |  |  |                       |                       |                       |                       |  |  |                                   |                                   |                                   |                                   |

### Résultats

#### Premier tour

##### Est
| 20 octobre 2017 | Louisville City FC                      | 4 - 0   | Steel de Bethlehem | Slugger Field, Louisville                          |                                                    |
| 19h30 EDT       | Morad 14e 31e · Spencer 70e · Ownby 79e | (2 - 0) |                    | Spectateurs : 6 378 Arbitrage : Marcos de Oliveira | Spectateurs : 6 378 Arbitrage : Marcos de Oliveira |
| 19h30 EDT       | Rapport                                 |         |                    | Spectateurs : 6 378 Arbitrage : Marcos de Oliveira | Spectateurs : 6 378 Arbitrage : Marcos de Oliveira |

| 21 octobre 2017 | Rhinos de Rochester       | 2 - 1 a. p. | Independence de Charlotte | Capelli Sport Stadium, Rochester               |                                                |
| 18h05 EDT       | Graf 53e · Defregger 113e | (0 - 0)     | 69e Martínez              | Spectateurs : 1 647 Arbitrage : Bardhyl Pashaj | Spectateurs : 1 647 Arbitrage : Bardhyl Pashaj |
| 18h05 EDT       | Rapport                   |             |                           | Spectateurs : 1 647 Arbitrage : Bardhyl Pashaj | Spectateurs : 1 647 Arbitrage : Bardhyl Pashaj |

| 21 octobre 2017 | Battery de Charleston | 0 - 4   | Red Bulls II de New York                  | MUSC Health Stadium, Charleston                |                                                |
| 19h00 EDT       |                       | (0 - 1) | 39e Bonomo 51e Kutler 71e Valot 84e Mines | Spectateurs : 3 410 Arbitrage : Kevin Broadley | Spectateurs : 3 410 Arbitrage : Kevin Broadley |
| 19h00 EDT       | Rapport               |         |                                           | Spectateurs : 3 410 Arbitrage : Kevin Broadley | Spectateurs : 3 410 Arbitrage : Kevin Broadley |

| 21 octobre 2017 | Rowdies de Tampa Bay         | 3 - 0   | FC Cincinnati | Al Lang Stadium, St. Petersburg              |                                              |
| 19h30 EDT       | Schäfer 8e 25e · Hristov 67e | (2 - 0) |               | Spectateurs : 6 104 Arbitrage : Malik Badawi | Spectateurs : 6 104 Arbitrage : Malik Badawi |
| 19h30 EDT       | Rapport                      |         |               | Spectateurs : 6 104 Arbitrage : Malik Badawi | Spectateurs : 6 104 Arbitrage : Malik Badawi |

##### Ouest
| 20 octobre 2017 | Real Monarchs                      | 1 - 1 a. p.       | Republic de Sacramento | Rio Tinto Stadium, Sandy                     |                                              |
| 22h00 PDT       | Hoffman 86e (pen.)                 | (0 - 0)           | 49e Espino             | Spectateurs : 2 234 Arbitrage : Ramy Touchan | Spectateurs : 2 234 Arbitrage : Ramy Touchan |
| 22h00 PDT       | Rapport                            |                   |                        | Spectateurs : 2 234 Arbitrage : Ramy Touchan | Spectateurs : 2 234 Arbitrage : Ramy Touchan |
| 22h00 PDT       | Cruz · Velásquez · Haber · Hoffman | Tirs au but 1 - 3 | Partain · Kiffe · Hall | Spectateurs : 2 234 Arbitrage : Ramy Touchan | Spectateurs : 2 234 Arbitrage : Ramy Touchan |

| 21 octobre 2017 | San Antonio FC                  | 2 - 1   | Roughnecks de Tulsa | Toyota Field, San Antonio                    |                                              |
| 20h30 PDT       | Elizondo 61eGuzmán 90+4e (pen.) | (0 - 1) | 23e Gee             | Spectateurs : 7 019 Arbitrage : Timothy Ford | Spectateurs : 7 019 Arbitrage : Timothy Ford |
| 20h30 PDT       | Rapport                         |         |                     | Spectateurs : 7 019 Arbitrage : Timothy Ford | Spectateurs : 7 019 Arbitrage : Timothy Ford |

| 21 octobre 2017 | Rangers de Swope Park           | 1 - 1 a. p.       | Rising de Phoenix          | Children's Mercy Victory Field, Kansas City      |                                                  |
| 20h30 PDT       | Đidić 109e                      | (0 - 0)           | 99e Drogba                 | Spectateurs : 912 Arbitrage : Guido Gonzales Jr. | Spectateurs : 912 Arbitrage : Guido Gonzales Jr. |
| 20h30 PDT       | Rapport                         |                   |                            | Spectateurs : 912 Arbitrage : Guido Gonzales Jr. | Spectateurs : 912 Arbitrage : Guido Gonzales Jr. |
| 20h30 PDT       | Selbol · Duke · Belmar · Moloto | Tirs au but 4 - 2 | Lambert · Dia · Awako Mala | Spectateurs : 912 Arbitrage : Guido Gonzales Jr. | Spectateurs : 912 Arbitrage : Guido Gonzales Jr. |

| 21 octobre 2017 | Reno 1868 | 0 - 1   | Energy d'Oklahoma City | Greater Nevada Field, Reno                   |                                              |
| 20h45 PDT       |           | (0 - 1) | 41e Wojcik             | Spectateurs : 4 342 Arbitrage : Victor Rivas | Spectateurs : 4 342 Arbitrage : Victor Rivas |
| 20h45 PDT       | Rapport   |         |                        | Spectateurs : 4 342 Arbitrage : Victor Rivas | Spectateurs : 4 342 Arbitrage : Victor Rivas |

#### Demi-finales de conférence

##### Est
| 28 octobre 2017 | Louisville City FC | 1 - 0   | Rhinos de Rochester | Slugger Field, Louisville                    |                                              |
| 19h30 EDT       | Ownby 77e          | (0 - 0) |                     | Spectateurs : 7 117 Arbitrage : Victor Rivas | Spectateurs : 7 117 Arbitrage : Victor Rivas |
| 19h30 EDT       | Rapport            |         |                     | Spectateurs : 7 117 Arbitrage : Victor Rivas | Spectateurs : 7 117 Arbitrage : Victor Rivas |

| 28 octobre 2017 | Rowdies de Tampa Bay | 1 - 2 a. p. | Red Bulls II de New York | Al Lang Stadium, St. Petersburg                  |                                                  |
| 19h30 EDT       | Hristov 26e          | (1 - 0)     | 58e (pen.) 93e Bonomo    | Spectateurs : 5 119 Arbitrage : Joseph Dickerson | Spectateurs : 5 119 Arbitrage : Joseph Dickerson |
| 19h30 EDT       | Rapport              |             |                          | Spectateurs : 5 119 Arbitrage : Joseph Dickerson | Spectateurs : 5 119 Arbitrage : Joseph Dickerson |

##### Ouest
| 28 octobre 2017 | Rangers de Swope Park | 1 - 0   | Republic de Sacramento | Children's Mercy Park, Kansas City           |                                              |
| 17h00 PDT       | Belmar 46e            | (0 - 0) |                        | Spectateurs : 1 248 Arbitrage : Ramy Touchan | Spectateurs : 1 248 Arbitrage : Ramy Touchan |
| 17h00 PDT       | Rapport               |         |                        | Spectateurs : 1 248 Arbitrage : Ramy Touchan | Spectateurs : 1 248 Arbitrage : Ramy Touchan |

| 28 octobre 2017 | San Antonio FC           | 1 - 1 a. p.       | Energy d'Oklahoma City                    | Toyota Field, San Antonio                          |                                                    |
| 20h30 PDT       | Elizondo 7e              | (1 - 0)           | 85e Wojcik                                | Spectateurs : 7 032 Arbitrage : Guido Gonzales Jr. | Spectateurs : 7 032 Arbitrage : Guido Gonzales Jr. |
| 20h30 PDT       | Rapport                  |                   |                                           | Spectateurs : 7 032 Arbitrage : Guido Gonzales Jr. | Spectateurs : 7 032 Arbitrage : Guido Gonzales Jr. |
| 20h30 PDT       | Guzmán · Castillo · Reed | Tirs au but 1 - 4 | Angulo · Brown · Hyland · Anthony Wallace | Spectateurs : 7 032 Arbitrage : Guido Gonzales Jr. | Spectateurs : 7 032 Arbitrage : Guido Gonzales Jr. |

#### Finales de conférence

##### Est
| 4 novembre 2017 | Louisville City FC                              | 1 - 1 a. p.       | Red Bulls II de New York                   | Slugger Field, Louisville                     |                                               |
| 19h30 EDT       | Ownby 12e                                       | (1 - 0)           | 57e Flemmings                              | Spectateurs : 10 047 Arbitrage : Sorin Stoica | Spectateurs : 10 047 Arbitrage : Sorin Stoica |
| 19h30 EDT       | Rapport                                         |                   |                                            | Spectateurs : 10 047 Arbitrage : Sorin Stoica | Spectateurs : 10 047 Arbitrage : Sorin Stoica |
| 19h30 EDT       | Smith · DelPiccolo · Totsch · Jimenez · Ballard | Tirs au but 4 - 3 | Bonomo · Martínez · Valot · Mines · Kutler | Spectateurs : 10 047 Arbitrage : Sorin Stoica | Spectateurs : 10 047 Arbitrage : Sorin Stoica |

##### Ouest
| 4 novembre 2017 | Rangers de Swope Park                                                                             | 0 - 0 a. p.       | Energy d'Oklahoma City                                                                                      | Children's Mercy Park, Kansas City            |                                               |
| 19h30 PDT       |                                                                                                   | (0 - 0)           | | Spectateurs : 3 012 Arbitrage : Robert Sibiga | Spectateurs : 3 012 Arbitrage : Robert Sibiga |
| 19h30 PDT       | Rapport                                                                                           |                   | | Spectateurs : 3 012 Arbitrage : Robert Sibiga | Spectateurs : 3 012 Arbitrage : Robert Sibiga |
| 19h30 PDT       | Selbol · Duke · Belmar · Moloto · Hernandez · Barnathan · Storm · Musa · Đidić · Maher · Zendejas | Tirs au but 7 - 6 | Angulo · Brown · Hyland · Anthony Wallace · M. González · D. Gonzalez · Daly · Wojcik Bond · Fink · Cochran | Spectateurs : 3 012 Arbitrage : Robert Sibiga | Spectateurs : 3 012 Arbitrage : Robert Sibiga |

#### Coupe USL 2017
| 13 novembre 2017 | Louisville City FC | 1 - 0   | Rangers de Swope Park | Slugger Field, Louisville                           |                                                     |
| 20h00 EDT        | Lancaster 88e      | (0 - 0) |                       | Spectateurs : 14 456 Arbitrage : Jose Carlos Rivero | Spectateurs : 14 456 Arbitrage : Jose Carlos Rivero |
| 20h00 EDT        | Rapport            |         |                       | Spectateurs : 14 456 Arbitrage : Jose Carlos Rivero | Spectateurs : 14 456 Arbitrage : Jose Carlos Rivero |

## Statistiques individuelles
| Rang | Joueur           | Club                            | Buts |
| ---- | ---------------- | ------------------------------- | ---- |
| 1    | Dane Kelly       | Reno 1868                       | 18   |
| 2    | Chandler Hoffman | Real Monarchs                   | 16   |
| 2    | Enzo Martínez    | Independence de Charlotte       | 16   |
| 4    | José Angulo      | Energy d'Oklahoma City          | 15   |
| 4    | Romario Williams | Battery de Charleston           | 15   |
| 6    | Kharlton Belmar  | Rangers de Swope Park           | 14   |
| 6    | Corey Hertzog    | Riverhounds de Pittsburgh       | 14   |
| 8    | Georgi Hristov   | Rowdies de Tampa Bay            | 13   |
| 8    | Jason Johnson    | Rising de Phoenix               | 13   |
| 10   | Baye Djiby Fall  | FC Cincinnati                   | 12   |
| 10   | Kevaughn Frater  | Switchbacks de Colorado Springs | 12   |
| 10   | Jorge Herrera    | Independence de Charlotte       | 12   |
| 10   | Antoine Hoppenot | Reno 1868                       | 12   |

| Rang | Joueur            | Club                            | Passes |
| ---- | ----------------- | ------------------------------- | ------ |
| 1    | Chris Wehan       | Reno 1868                       | 12     |
| 2    | Vincent Bezecourt | Red Bulls II de New York        | 11     |
| 2    | Marcel Schäfer    | Rowdies de Tampa Bay            | 11     |
| 4    | Maikel Chang      | Battery de Charleston           | 10     |
| 4    | Irvin Parra       | Orange County SC                | 10     |
| 6    | Charlie Adams     | Real Monarchs                   | 8      |
| 6    | Justin Bilyeu     | Rio Grande Valley FC            | 8      |
| 6    | Juan Pablo Caffa  | Roughnecks de Tulsa             | 8      |
| 6    | Billy Forbes      | San Antonio FC                  | 8      |
| 6    | Adam Najem        | Steel de Bethlehem              | 8      |
| 6    | Josh Suggs        | Switchbacks de Colorado Springs | 8      |

## Récompenses individuelles

### Récompenses annuelles
| Trophée                            | Joueur            | Club               |
| ---------------------------------- | ----------------- | ------------------ |
| Meilleur joueur (saison régulière) | Dane Kelly        | Reno 1868          |
| Meilleur joueur (finale USL)       | Paolo DelPiccolo  | Louisville City FC |
| Meilleur buteur                    | Dane Kelly        | Reno 1868          |
| Meilleur défenseur                 | Sebastien Ibeagha | San Antonio FC     |
| Meilleur gardien                   | Diego Restrepo    | San Antonio FC     |
| Meilleur recrue                    | Chris Wehan       | Reno 1868          |
| Meilleur entraîneur                | Mark Briggs       | Real Monarchs      |

#### Onze type de l'année
| Saison          | Gardien de but              | Défenseurs | Milieux de terrain                                                                   | Attaquants                                                                     |
| --------------- | --------------------------- | --- | ------------------------------------------------------------------------------------ | ------------------------------------------------------------------------------ |
| Première équipe | Diego Restrepo, San Antonio | Paco Craig, Louisville Harrison Delbridge, Cincinnati Sebastien Ibeagha, San Antonio Forrest Lasso, Charleston | Marcel Schäfer, Tampa Sebastián Velásquez, Monarchs Chris Wehan, Reno                | Chandler Hoffman, Monarchs Dane Kelly, Reno Enzo Martínez, Charlotte           |
| Deuxième équipe | Earl Edwards Jr., Orlando B | Ryan Felix, Rochester James Kiffe, Sacramento Taylor Mueller, Charleston Jimmy Ockford, Reno                   | Vincent Bezecourt, New York II Billy Forbes, San Antonio Justin Portillo, Charleston | Juan Pablo Caffa, Tulsa Corey Hertzog, Pittsburgh Romario Williams, Charleston |

### Récompenses mensuelles

#### Joueur du mois
| Mois      |                  |                           |        |
| Mois      | Joueur           | Club                      | Lien   |
| --------- | ---------------- | ------------------------- | ------ |
| Avril     | Billy Forbes     | San Antonio FC            | 6B, 3P |
| Mai       | Dane Kelly       | Reno 1868                 | 8B     |
| Juin      | Romario Williams | Battery de Charleston     | 5B     |
| Juillet   | Jorge Herrera    | Independence de Charlotte | 8B, 2P |
| Août      | Earl Edwards Jr. | Orlando City B            | 3CS    |
| Septembre | Josh Cohen       | San Antonio FC            | 6CS    |
| Octobre   | José Angulo      | Energy d'Oklahoma City    | 6B, 3P |

B=Buts; BV=But Vainqueur; CS=Clean sheet; A=Arrêt; P=Passe; PV=Passe Vainqueur

### Récompenses hebdomadaires

#### Joueur de la semaine
| Semaine    | Joueur            | Équipe                          | Lien       |
| ---------- | ----------------- | ------------------------------- | ---------- |
| Semaine 1  | Corey Hertzog     | Riverhounds de Pittsburgh       | 2B         |
| Semaine 2  | Christian Volesky | Saint Louis FC                  | 1B, 1P     |
| Semaine 3  | Seku Conneh       | Steel de Bethlehem              | 2B         |
| Semaine 4  | Baye Djiby Fall   | FC Cincinnati                   | 4B         |
| Semaine 5  | Enzo Martínez     | Independence de Charlotte       | 2B         |
| Semaine 6  | César Elizondo    | San Antonio FC                  | 2B, 1P     |
| Semaine 7  | Dane Kelly        | Reno 1868                       | 3B         |
| Semaine 8  | Ian Svantesson    | Roughnecks de Tulsa             | 4B         |
| Semaine 9  | Dane Kelly        | Reno 1868                       | 3B         |
| Semaine 10 | Antoine Hoppenot  | Reno 1868                       | 3B         |
| Semaine 11 | Irvin Parra       | Sounders 2 de Seattle           | 2B, 1P     |
| Semaine 12 | Kevaughn Frater   | Switchbacks de Colorado Springs | 2B dont BV |
| Semaine 13 | Cameron Lancaster | Louisville City FC              | 2B         |
| Semaine 14 | Trevin Caesar     | Republic de Sacramento          | 4B         |
| Semaine 15 | Pedro Ribeiro     | City Islanders de Harrisburg    | 2B, 1P     |
| Semaine 16 | Jorge Herrera     | Independence de Charlotte       | 5B         |
| Semaine 17 | Jason Johnson     | Rising de Phoenix               | 2B         |
| Semaine 18 | Miguel González   | Energy d'Oklahoma City          | 2B, 1P     |
| Semaine 19 | Kendall McIntosh  | Timbers 2 de Portland           | 2A         |
| Semaine 20 | Enzo Martínez     | Independence de Charlotte       | 3B         |
| Semaine 21 | Luke Spencer      | Louisville City FC              | 1B, 2P     |
| Semaine 22 | Hadji Barry       | Orlando City B                  | 3B         |
| Semaine 23 | Kevin Kerr        | Riverhounds de Pittsburgh       | 1B, 2P     |
| Semaine 24 | Enzo Martínez     | Independence de Charlotte       | 2B         |
| Semaine 25 | Sunny Jane        | Kickers de Richmond             | 1B, 1P     |
| Semaine 26 | Kenney Walker     | FC Cincinnati                   | 1B, 2P     |
| Semaine 27 | Lindo Mfeka       | Reno 1868                       | 4B         |
| Semaine 28 | José Angulo       | Energy d'Oklahoma City          | 3B         |
| Semaine 29 | Stefano Bonomo    | Red Bulls II de New York        | 4B         |
| Semaine 30 | Ever Guzmán       | San Antonio FC                  | 3B, 1P     |

B=Buts; BV=But Vainqueur; CS=Clean sheet; A=Arrêt; P=Passe; PV=Passe Vainqueur